# American Horror Story
American Horror Story è una serie televisiva statunitense trasmessa dal 5 ottobre 2011 sulla rete via cavo FX.
Richiamando caratteristiche delle serie antologiche, la fiction venne concepita in modo che ogni stagione avesse trama, ambientazione e personaggi diversi. Sebbene l'accoglienza da parte del pubblico sia variata da stagione a stagione, American Horror Story ha ottenuto, in gran parte, il plauso della critica televisiva e un ottimo riscontro di pubblico; la première risultò la più vista di sempre sulla rete FX. Tra i numerosi riconoscimenti ottenuti, la serie vanta sedici Emmy Awards e due Golden Globe.

## Trama

### Prima stagione:Murder House
2011, California: lo psichiatra Ben Harmon, sua moglie Vivien e la loro figlia Violet sono alla ricerca di un nuovo inizio dopo un aborto e un tradimento alle spalle, così si trasferiscono da Boston a Los Angeles dove comprano una stupenda casa costruita nel 1922 dal Dr. Charles Montgomery. In seguito agli aborti praticati dal medico nello scantinato, l'abitazione prese vita nel 1926 e, dopo avere resuscitato il figlio deforme del dottore, iniziò a intrappolare le anime di coloro che vi morivano. Tra queste anime figurano: lo stesso Dr. Charles e la moglie Nora Montgomery vittime di un omicidio-suicidio nel 1926, Elizabeth Short (la Dalia Nera) uccisa nel 1947, Gladys e Maria uccise nel 1968 dal serial killer R. Franklin, i gemelli Troy e Bryan uccisi dal figlio-mostro nel 1978, Hugo Langdon e Moira O'Hara uccisi da Constance Langdon nel 1983, Lorraine, Angela e Margareth Harvey vittime di un omicidio-suicidio nei primi anni '90, Beau Langdon ucciso da Larry Harvey nel 1994, Tate Langdon (figlio di Constance) ucciso dalla SWAT nel 1994, dopo che ha dato fuoco a Larry e ha commesso una strage a scuola, e Chad e Patrick, coppia di sposi uccisa da Tate con addosso una tuta di lattice nero nel 2010. Tutte queste morti hanno reso la Casa un'attrazione turistica nota come «La casa degli omicidi» (The Murder House).
Una volta giunta sul luogo, benché all'oscuro di tutte le oscure vicende di cui sopra, Vivien conosce l'invadente vicina Constance e sua figlia con la Sindrome di Down, Adelaide - che entra a piacimento nella Casa; quindi assume la domestica Moira (che Vivien vede anziana e il marito invece giovane e provocante, in quanto "le donne vedono dentro l’anima di una persona"); nel frattempo Ben prende in cura Tate, adolescente problematico che lega subito con Violet. Ben viene poi avvicinato da Larry, un uomo dal volto sfigurato, il quale sostiene che la Casa l'abbia indotto a dare fuoco alla famiglia: in realtà fu la moglie a farlo, uccidendo sé stessa e le figlie. Con il passare del tempo il rapporto tra Vivien e Ben migliora e i due hanno frequenti rapporti sessuali. Una sera però Vivien ha un rapporto sessuale con quello che crede essere il marito con indosso una tuta di lattice nero (ma in realtà è Tate) e in seguito ai due rapporti resta incinta di due gemelli: uno di Ben e uno di Tate. A rovinare la ritrovata serenità ci pensano prima gli psicopatici Bianca, Fiona e Dallas che vogliono emulare Franklin e uccidere Vivien e Violet e poi Hayden, l'amante di Ben, che fa visita all'uomo per dirgli che è incinta. Due dei tre criminali (Fiona e Dallas) muoiono nella Casa come anche Hayden, uccisa da Larry (il quale vuole da Ben i soldi per ricomprare la Casa e riconquistare la ex moglie Constance). A sua volta Hayden ucciderà Travis, amante di Constance. Tutte queste persone diventano quindi nuovi spiriti che infestano la Casa.
Le cose si complicano ulteriormente quando Violet si suicida dopo avere scoperto da Constance e dalla medium Billie Dean Howard che Tate è un assassino e un fantasma. Ma l'apice della disgrazia avviene quando Vivien muore in Casa dopo avere dato alla luce Jeffrey, figlio di Ben, morto poco dopo e Michael figlio di Tate, vivo e sano nonostante solo sei mesi di gestazione. Sconvolto dalla perdita, Ben medita il suicidio; Vivien e Violet cercano di convincerlo a scappare con il gemello vivo ma egli non ci riesce poiché Hayden lo impicca con l'aiuto dei due emuli psicopatici. Mentre gli Harmon, tutti morti e ora riuniti, e i fantasmi buoni cacciano i nuovi proprietari della Casa prima che ne rimangano vittime, Constance rapisce il piccolo Michael e lo alleva come fosse suo figlio. Tre anni dopo il bambino dà i primi segni di psicopatia uccidendo la tata.

### Seconda stagione:Asylum
1964, Massachusetts. Suor Jude Martin – ex cantante che ha preso i voti dopo avere investito da ubriaca una ragazzina per poi fuggire nel 1949 – dirige con estremo rigore il manicomio Briarcliff Manor insieme al monsignor Timothy Howard, uomo ambizioso che mira al papato; il Dr. Arthur Arden, un sadico medico che usa i pazienti come cavie; la docile Suor Mary Eunice, la quale viene tuttavia posseduta da un demone che la rende una pazzoide spietata. Tra i pazienti spiccano, oltre a quelli di lunga data Pepper, Grace e Shelley, il serial killer Kit Walker, noto come Bloody Face in quanto scuoia le sue vittime, il quale però sostiene di essere innocente e di essere stato rapito dagli alieni, e la giornalista Lana Winters, ricoverata con l'inganno da Suor Jude dopo essersi intrufolata al Briarcliff per intervistare Kit, poi sottoposta a terribili "terapie riparative". Insieme a Kit arriva anche il Dr. Oliver Thredson, lo psichiatra che deve fare una perizia su di lui, il quale fa scappare Lana e la porta a casa sua dove le confessa di essere Bloody Face, la stupra e cerca di ucciderla. Per fortuna Lana scappa con la confessione registrata, ma ha un incidente e viene catturata e riportata al Briarcliff. Qui Lana si avvicina a Kit che ormai è sicuro di essere stato rapito dagli alieni giacché Grace gli ha confessato di essere stata rapita anche lei, di avere visto sua moglie viva e di aspettare un figlio suo.
Le cose si complicano ulteriormente quando una paziente che sostiene di essere Anna Frank accusa Arden di essere il nazista Hans Grüper. È così che Suor Jude, per scoprire la verità, assume il cacciatore di nazisti Sam Goodman, il quale però viene ucciso da Suor Mary Eunice che, inoltre, libera dalla cella il killer Leigh Emerson in modo che uccida Jude. Per fortuna la suora ha la meglio ma viene anch'ella ricoverata al Briarcliff perché accusata del tentato omicidio di Emerson e dell'omicidio del guardiano Frank McCann, ucciso in realtà da Suor Mary Eunice. Jude, capita l'ingiustizia che ha perpetrato nei confronti di Lana, riesce a farla fuggire con l'aiuto della Madre Superiora Claudia. La donna può così consegnare il nastro con la confessione di Thredson alla polizia, poi lo uccide. Scagionato, Kit viene dimesso e obbliga monsignor Howard, che ha ucciso Shelley per nascondere gli esperimenti di Arden e suor Mary Eunice, a dimettere anche Grace e ridarle il loro bambino, Thomas. Tornato a casa, Kit trova la moglie Alma con una figlia sua, Julia. Intanto Suor Mary Eunice prende il comando del manicomio insieme al Dr. Arden, con il quale ha intrapreso una sorta di relazione sessuale. Monsignor Howard, stanco della supremazia della suora, la uccide spingendola giù dal terzo piano del manicomio (liberandola così anche dal demone che la possedeva) e Arden, deciso a non potere vivere senza Mary Eunice, si suicida.
1965-1969: Lana, precedentemente violentata, partorisce il figlio di Thredson ma, non sentendolo suo, lo dà in adozione; scrive inoltre un libro sulla sua esperienza che diventa subito un best seller e la rende famosa in tutta l'America. Kit, Alma, Grace, Julia e Thomas invece vivono tutti insieme, ma Alma, temendo che Grace possa fare tornare gli alieni, la uccide, venendo poi rinchiusa al Briarcliff, ora centro di recupero per detenute – dove muore l'anno dopo.
1970-2011: Kit fa liberare Jude dal manicomio e la ospita in casa propria; l'anno dopo lei muore e Kit convince Lana a filmare un reportage su Briarcliff e uno su Arden, coinvolgendo anche monsignor Howard che, pieno di sensi di colpa e rimorsi, si suicida.
2012: Johnny, figlio di Lana e del Dr. Oliver Thredson (Bloody Face), ormai adulto e schizofrenico, entra al Briarcliff dove uccide tre falsi Bloody Face, aggredisce gli sposi Leo e Teresa Morrison e cerca di scuoiare la donna come faceva il padre.
2013: Lana viene intervistata in casa sua per un programma televisivo e racconta che Kit, dopo avere sviluppato un cancro al pancreas ed essere rimasto in fin di vita, è misteriosamente scomparso da casa sua, senza lasciare alcuna traccia. Quindi, tramite un flashback rivolto allo spettatore, si scopre che l'uomo è stato in realtà rapito dagli alieni. Dopo l'intervista, Lana riceve la visita di suo figlio Johnny che la minaccia con una pistola, accusandola di avere ucciso il padre e di averlo abbandonato; lei con dolci parole lo persuade a posare l'arma che poi usa per ucciderlo, sparandogli un colpo alla testa.

### Terza stagione:Coven
1834, New Orleans, Louisiana: La ricca e sadica madame Delphine LaLaurie utilizza il sangue dei suoi servi per mantenere giovane la pelle e per questo uccide lo schiavo Bastien facendogli indossare una testa di toro. La regina del voodoo Marie Laveau, fidanzata dell'uomo, la rende immortale con una maledizione e la seppellisce dopo averle ucciso la famiglia.
2013, New Orleans, Louisiana: mandata all'Accademia Miss Robichaux per ragazze eccezionali di Cordelia Foxx perché è una vedova nera, Zoe Benson conosce la telecinetica Madison Montgomery, la bambola voodoo Queenie e Nan, capace di leggere nel pensiero, e si innamora di Kyle Spencer che, dopo essere morto nell'incidente causato da Madison, per punire i suoi stupratori, viene riportato in vita da Zoe e Madison stesse. Altra strega che vive a New Orleans ma non all'Accademia è Misty Day che ha il potere della resurrezione. Inoltre torna all'Accademia Fiona Goode, Suprema e madre di Cordelia, che è alla ricerca della prossima Suprema che lentamente le sta succhiando via la vita. Fiona dissotterra Delphine e, saputo che è stata Marie a renderla immortale, chiede alla regina del voodoo la pozione ma lei si rifiuta. Non volendo accettare l'imminente morte, Fiona uccide Madison che crede essere la prossima Suprema – così come uccise la sua predecessora nel 1971 – ma in questo modo arriva il Consiglio delle Streghe, formato da Myrtle Snow, Cecily Pembroke e Quentin Fleming, che però non scopre nulla. Anzi quando Cordelia viene accecata dal padre del marito Cacciatore di streghe, Fiona fa cadere la colpa su Myrtle che viene bruciata sul rogo ma poi resuscitata da Misty. Per ritrovare la compagna, Zoe invoca il serial killer “L’uomo con l’accetta” (“The Axeman”) ucciso nell'Accademia nel 1919 e gli promette la libertà in cambio di Madison; mentre Zoe fa resuscitare l'amica da Misty, L’uomo con l’accetta, liberato, va da Fiona per la quale prova amore da sempre. Grazie alla cecità Cordelia acquista la vista superiore e, solo toccandola, scopre che è stata Fiona a uccidere Madison.
Così le streghe – tranne Queenie che si è alleata con Marie – praticano “La Sacra Assunzione” (“The Sacred Taking”), un rituale che prevede che l'attuale Suprema si suicidi in favore della nuova, ma Fiona non lo fa. Notando che Fiona sta sempre peggio a causa delle energie lentamente sottrattele, Marie – che si è alleata con lei dopo che il marito di Cordelia ha ucciso tutte le sue streghe – le rivela che la sua immortalità è opera del demone Papa Legba, il quale però vuole in cambio l'anima della persona con cui stringe il patto. Fiona invoca Papa Legba ma scopre di non avere un'anima, così lei e Marie affogano Nan e gli offrono la sua anima che però viene rifiutata in quanto "non pura" (Nan tramite controllo mentale ha indotto al suicidio la madre del vicino che ama perché lo ha ucciso). Myrtle ridà la vista a Cordelia usando gli occhi di Cecily e Quentin ma così perde il nuovo potere e, per recuperarlo, si acceca nuovamente da sola con delle cesoie; è così che Cordelia vede la strage di streghe che Fiona sta per commettere e, per impedirla, fa sì che L’uomo con l’accetta uccida Fiona. Fa poi uccidere L’uomo con l’accetta dalle streghe e dà il via alla “gara” delle Sette Meraviglie: un rituale per identificare chi, tra Misty, Zoe, Madison e Queenie, è in grado di gestire i 7 poteri (Telecinesi, Concilium, Trasmutazione, Divinazione, Vitalum Vitalis, Descensum e Pirocinesi) e quindi potere diventare la nuova Suprema.
Durante la gara delle magie Misty rimane bloccata nel suo inferno (costretta a uccidere una rana della sua classe di biologia per l’eternità) mentre prova il Descensum, Zoe muore trafitta dallo spuntone di un cancello mentre prova la Trasmutazione e dato che né lei né Queenie riescono a resuscitarla mentre Madison, pur potendolo fare, non lo fa e performa il Vitalum Vitalis su una mosca appena uccisa da lei. A questo punto è probabile che sia Madison la nuova Suprema; ciò però sarebbe una sciagura per la Congrega, così Cordelia, convinta da Myrtle, entra in gara, resuscita Zoe, si cura dalla cecità e batte Madison, poiché questa non padroneggia la Divinazione. Mentre Queenie convince Papa Legba a rendere Delphine e Marie mortali in modo che lei le possa uccidere e Madison viene uccisa da Kyle per non avere salvato Zoe, Cordelia diventa la nuova Suprema. Ella riceve la visita della madre Fiona e scopre che ha finto la sua morte in modo da uccidere la nuova Suprema proprio quando si sentiva al sicuro, ma dato che è la figlia non lo farà. Fiona, ormai privata di qualsiasi energia vitale, muore tra le braccia di Cordelia. L'Accademia Miss Robichaux per ragazze eccezionali è quindi pronta a riaprire i battenti: Zoe e Queenie diventano insegnanti, Kyle il maggiordomo della struttura e a capo di essa c'è la nuova Suprema, Cordelia.

### Quarta stagione:Freak Show
1952, Jupiter, Florida: Elsa Mars, ex dominatrix tedesca a cui il nazista Hans Grüper ha tagliato le gambe durante la ripresa di uno snuff movie, gestisce un freak show e convince le gemelle siamesi Bette e Dot Tattler, che hanno appena ucciso la madre, a unirsi allo show. Oltre a loro, il circo annovera, tra gli altri, Jimmy Darling, il ragazzo con le mani di aragosta, e sua madre Ethel, la donna barbuta, i microcefali sposati Pepper e Salty, Paul, un uomo affetto da focomelia, Suzi, la donna senza gambe, Ma Petite, la donna più piccola del mondo, Eve, una donna altissima e Meep, un bambino che stacca a morsi la testa ai volatili. Presto si uniscono al circo anche Penny, infermiera sfigurata dal padre perché ama Paul, Dell Toledo, uomo forzuto e padre di Jimmy, Desiree Dupree, la donna con tre seni e nuova moglie di Dell, la medium Maggie Esmeralda e l'impresario TV Spencer; quest’ultimo è in realtà Stanley, e insieme sono due imbroglioni che vogliono un freak da vendere all'American Morbidity Museum, museo che colleziona mostruosità. Mentre la vita dei circensi scorre a fatica anche a causa della polizia che considera i "mostri" un pericolo per la società, a Jupiter si aggira un vero mostro: Twisty, un killer e rapitore travestito da clown.
Le cose peggiorano quando Dandy Mott, ragazzo viziato ed egoista, e sua madre Gloria chiedono di comprare le gemelle, ma loro rifiutano; Dandy non accetta il rifiuto e, per consolarlo, la madre gli porta a casa proprio il clown Twisty del quale Dandy diventa complice. La follia di Twisty e Dandy si conclude ad Halloween quando Elsa – non considerandosi un freak – si esibisce e invoca così Edward Mordake e la sua seconda faccia demoniaca prende Twisty lasciando Dandy solo proprio quando Jimmy e Maggie hanno liberato i ragazzi rapiti. A mitigare l'ira di Dandy ci pensa Elsa che, temendo che le gemelle le rubino la possibilità di diventare famosa, le vende ai Mott. Inoltre, convinta di stare per andare a Hollywood, Elsa porta Pepper a vivere dalla sorella (dieci anni dopo Pepper verrà incolpata dell'omicidio del nipote e rinchiusa al Briarcliff, vedi American Horror Story: Asylum). Anche la gioia di avere ben due compagne però si conclude presto, infatti Dandy scopre che Dot lo odia e le due decidono di tornare con Jimmy al circo. Per vendicarsi di Jimmy, Dandy – che intanto ha ucciso la domestica Dora, sua madre e la figlia della domestica Regina – uccide le donne da cui Jimmy va a lavorare prostituendosi, facendo cadere la colpa sul ragazzo che ha appena perso la madre suicida - in realtà Ethel è stata uccisa da Elsa per autodifesa (Ethel, la voleva uccidere perché la credeva colpevole della morte di Ma Petite e della scomparsa delle gemelle). Della situazione di Jimmy ne approfitta Stanley che, non contento dei soldi fatti vendendo il corpo di Ma Petite – uccisa da Dell per impedire che Stanley dica che è gay – chiede a Jimmy una mano-chela per pagare un avvocato ma alla fine gliele taglia entrambe e lo riconsegna alla polizia. Scoperta la cosa, Dell ed Eve fanno evadere Jimmy ed Elsa chiede a Massimo Dolcefino, l'uomo che nell'Europa degli anni '30 le fece le protesi per le gambe, di fare le protesi a Jimmy.
Rimasta a corto di attrazioni, Elsa assume la donna cannone Barbara e il ventriloquo e illusionista Chester Creb, che ha una storia con le gemelle. Desiderosa di riconquistare l'amore di Jimmy, Maggie rivela la truffa, così Elsa uccide Dell e i freak aggrediscono Stanley, il quale, prima di venir mutilato, rivela che è stata Elsa a uccidere Ethel. Mentre Chester uccide Maggie segandola in due durante la prova del suo numero magico e accoltella il suo pupazzo Marjorie, che crede reale, e poi si costituisce, le gemelle avvisano Elsa che i freaks vogliono ucciderla così lei vende il circo a Dandy e fugge. Dopo essere stato preso in giro da vari freaks per i suoi modi di fare, Dandy decide di dare inizio a una carneficina: uccide infatti tutti i freaks presenti nel circo, a eccezione di Desiree, Jimmy (che non era presente nel momento del massacro) e le gemelle Bette e Dot, con le quali Dandy ha intenzione di sposarsi. Il matrimonio tra le gemelle siamesi e Dandy avviene, ma è una farsa: le gemelle tendono un'imboscata a Dandy, drogandolo e facendo entrare nella sua dimora gli ultimi due freaks rimasti vivi, Jimmy e Desiree. Questi quindi riportano Dandy al Freak Show, rinchiudendolo dentro la gabbia di Houdini, riempiendola d'acqua. La scena termina con Dandy che annega dentro la gabbia e Jimmy, Desiree e le gemelle sedute davanti al corpo esanime di Dandy, con sguardi compiaciuti, mangiando popcorn.
1960, California: Desiree ha avuto due figli con il suo spasimante da sempre, Angus T. Jefferson, mentre Jimmy e le gemelle si sono sposati e ora aspettano un bambino; Elsa ottiene la sua stella sulla Hollywood Walk of Fame ma è infelice con il suo matrimonio; inoltre incontra l'amore della sua vita, Massimo Dolcefino, il quale le rivela che ha una grave malattia ai polmoni e che gli rimangono pochi mesi di vita; in aggiunta all'infelicità e alla solitudine, viene a scoprire che la sua carriera sta per finire a causa della diffusione dello snuff movie che girò quando era giovane e che i suoi freaks sono quasi tutti morti durante la carneficina avvenuta un decennio prima a opera di Dandy. Così decide di esibirsi ad Halloween reinvocando Edward Mordake che la uccide. La serie finisce con l'immagine di Elsa in una sorta di Paradiso, nel quale sono presenti tutti i suoi amati freaks, che le vogliono ancora bene e la acclamano; Ethel le dice di non preoccuparsi per quello che ha fatto quando era in vita sulla Terra e infine, si prepara al grande spettacolo, di fronte al suo pubblico, in procinto di esibirsi sulle note di "Life on Mars?" di David Bowie.

### Quinta stagione:Hotel
1925-1926, Los Angeles, California: mentre Elizabeth Johnson inizia una relazione a tre con Rodolfo Valentino e Natacha Rambova, il sadico James Patrick March fa costruire l’Hotel Cortez allo scopo di creare il perfetto luogo di tortura e morte per le sue vittime. L’anno dopo, mentre Rodolfo viene infettato da un virus semi vampiresco che rende immortali, credendolo morto, Elizabeth conosce Mr. March, con cui poco dopo si sposa. Nonostante Elizabeth goda nell’assistere alle torture perpetrate dal marito, la donna non ha mai scordato Rodolfo e, quando scopre che non è morto, si fa infettare e progetta di fuggire con lui e Natacha. Mr. March però lo scopre e fa murare vivi i due attori in un’ala dell’Hotel all'insaputa della moglie. Pochi mesi dopo Elizabeth si reca a casa del Dr. Charles Montgomery (vedi American Horror Story: Murder House) per abortire ma dà alla luce un bambino metà mostro-vampiro e metà umano, Bartholomew. Lo stesso anno si conclude la follia omicida di Mr. March che, scoperto dalla polizia, si suicida insieme alla fedele domestica Miss Hazel Evers. Miss Evers e Mr. March diventano quindi i primi fantasmi dell'Hotel.
2010: Holden, figlio del detective John Lowe e della dottoressa Alex, viene rapito sul molo di Santa Monica dalla Contessa (Elizabeth) su richiesta di Mr. March che vuole che John – che ha conosciuto quando è andato a bere al bar dell’Hotel – diventi un serial killer, per poterlo sostituire nei crimini.
2015: L’Hotel Cortez è abitato, oltre che dagli ospiti paganti, da due tipi di creature: gli Affetti – esseri simili a vampiri che si nutrono di sangue e godono di immortalità – e i fantasmi delle persone che sono morte nell’Hotel, che non possono andare via. Tra i primi figurano La Contessa, che utilizza un singolare guanto con unghie taglienti per uccidere le vittime, i bambini che ha infettato (come Holden), il suo ex amante Donovan – figlio dell'addetta alla reception Iris – e il suo attuale amante, il modello Tristan Duffy, mentre tra i secondi ci sono Mr. March, Miss Evers e la tossicodipendente Sally “Ipodermica” McKeena – uccisa da Iris nel 1994 perché colpevole di avere venduto la droga al figlio e averlo mandato in overdose, per poi essere salvato e infettato dalla Contessa – che ha l’abitudine di intrappolare i clienti nei materassi delle stanze. Tra il personale, invece, oltre a Iris – che nel frattempo ha tentato il suicidio e per salvarla Donovan l’ha infettata – c’è Liz Taylor – una transessuale che lavora lì da quando nel 1984 La Contessa l’ha aiutata nel percorso di accettazione di sé stessa e l'ha ribattezzata come la nota attrice. A ingarbugliare la situazione accadono due fatti: il detective John Lowe inizia a credere che l’Hotel ospiti il Killer dei Dieci Comandamenti e l’Hotel viene venduto allo stilista Will Drake il quale, durante i lavori per rimodernarlo, libera Rodolfo Valentino e Natacha Rambova e poi sposa La Contessa che però vuole solo i suoi soldi. Per ucciderlo lo dà in pasto a Ramona Royale – attrice di serie B infettata da La Contessa negli anni ’70 ma ben presto abbandonata dalla donna e ora ingabbiata dalla stessa perché ha tentato di ucciderla.
Dato che la moglie Alex non lo vuole più a casa perché le ricorda il figlio scomparso, John si trasferisce al Cortez e, indagando, scopre che i primi due omicidi del Killer dei Dieci Comandamenti furono commessi da Mr. March nel 1926 (un ladro per il 7° e delle persone che lavoravano il sabato per il 3°) mentre quelli recenti (un blogger per il 1°, un adultero per il 9°, due gemelli che hanno ucciso i genitori per il 4°, dei gossippers per il 6° e un falso profeta per l'8°) forse sono opera di un emulatore che crede d’avere visto durante la Notte del Diavolo all’Hotel alla quale hanno partecipato vari individui travestiti da famosi serial killer (Aileen Wuornos, Jeffrey Dahmer, John Wayne Gacy, Il Killer dello Zodiaco e Richard Ramirez) . Ben presto però John scopre di essere lui il Killer, anche se non ne ha memoria, e decide di proseguire la serie uccidendo il suo collega detective Andy Hahn perché innamorato di sua moglie (10°) e degli adulatori di falsi idoli (2°). Quando però Alex si fa infettare da La Contessa per stare con il figlio, John scappa dal Cortez con loro e così scampa alla furia omicida di Liz e Iris che sparano a La Contessa e a Donovan. Mentre Donovan muore, La Contessa fugge e Liz e Iris liberano Ramona che però ha bisogno di cibo così cerca di nutrirsi della strega Queenie (vedi American Horror Story: Coven). Nutritasi, Ramona affronta La Contessa ma, vinta dall'amore che ancora prova per lei, la lascia scappare. La fuga però dura poco, infatti La Contessa (5° - "non uccidere") viene uccisa da John, che completa così la serie dei dieci omicidi legati ai comandamenti.
2015-2022: Liz e Iris gestiscono l’Hotel ma i continui omicidi rischiano di farlo abbattere così chiedono a Sally e Will di smettere almeno fino al 2026 quando l’Hotel verrà dichiarato luogo storico. Le cose migliorano, ma poi a Liz viene diagnosticato un cancro alla prostata e così decide di farsi uccidere dai compagni fantasmi per rimanere per sempre con loro. Appena prima che procedessero all'omicidio appare il fantasma de La Contessa che, così come "ha creato" Liz Taylor in passato, vorrebbe ora aiutarla a morire. Liz accetta di buon grado, La Contessa le taglia la gola con il suo guanto e, adesso diventata fantasma, Liz si riunisce con il suo vero amore Tristan.
2022: La medium Billie Dean Howard (vedi American Horror Story: Murder House) interviene alla Notte del Diavolo all’Hotel per intervistare il Killer dei Dieci Comandamenti, il quale, essendo morto fuori dall'Hotel Cortez può tornarci solo in quella notte su invito di Mr. March. L’intervista però si trasforma in un rapimento ai danni della medium che deve promettere di non parlare più dell’Hotel in cambio della vita.

### Sesta stagione:Roanoke
2015: il documentario My Roanoke Nightmare (Il mio incubo a Roanoke) racconta le vicende paranormali vissute dai coniugi Shelby e Matt Miller e dalla sorella di lui, Lee, quando un anno prima si trasferirono in una casa coloniale nella campagna del North Carolina. I tre iniziarono da subito ad avere strane visioni e ad essere perseguitati da apparizioni inquietanti sia nella casa che nella foresta circostante. Trovato un video registrato dal precedente proprietario, il professor Elias Cunningham, Matt e Shelby scoprono che diversi proprietari precedenti sparirono nel nulla dopo essersi trasferiti nel loro stesso periodo di ottobre, fra questi una coppia di sorelle e infermiere psicopatiche, Miranda e Bridget Jane. Il vero incubo inizia quando la piccola figlia di Lee, Flora, va a trovare la madre nella casa e viene avvicinata da quella che Lee crede essere un’amica immaginaria, Priscilla. Poco dopo la piccola scompare nel nulla e durante le sue ricerche suo padre ed ex-marito di Lee, Mason, viene ritrovato completamente carbonizzato nella foresta. Shelby, credendo che la colpevole sia la cognata, chiama la polizia e la fa arrestare. Un medium di nome Cricket Marlowe si presenta ai Miller e svela che dietro le loro ultime vicissitudini si celano gli spiriti della colonia perduta di Roanoke: secondo la leggenda (narrata anche da Billie Dean Howard in American Horror Story: Murder House) giunsero in North Carolina nel 1587, guidati dalla loro first lady Thomasyn White, detta la Macellaia. Dopo essere stata esiliata dalla sua stessa comunità e condannata a morire di fame nella foresta, la Macellaia venne trovata da una strega, Scáthach, a sua volta proveniente dal Vecchio Mondo e che una volta giunta in quella terra inizio a servirne gli antichi dei (“Old Gods”) e creò un nuovo tipo di magia, originando la stirpe di Salem e diventando la prima strega Suprema (vedi American Horror Story: Coven). La Macellaia vendette la sua anima e quella degli altri coloni, fra cui suo figlio Ambrose e la piccola Priscilla, alla strega e giurò di proteggere per l’eternità il suo territorio da chi l’avesse invaso, sacrificandolo ai suoi dei e nutrendo la terra di Roanoke con il sangue. Essendo alle porte il periodo della “Luna di Sangue”, ovvero i tre giorni di ottobre in cui la luna si tinge di rosso e in cui gli spiriti dei coloni si risvegliano, i Miller corrono un tremendo pericolo. Cricket si mette in contatto con Scáthach per patteggiare il rilascio dei Miller ma viene catturato e sventrato dalla Macellaia, mentre Matt è sedotto dalla strega e ha più di un rapporto con lei. I Miller si ricongiungono con Flora, che Priscilla aveva rapito per salvarla dalla furia della Macellaia, e la prima notte della Luna di Sangue rimangono chiusi con lei in casa mentre gli spiriti dei coloni circondano la dimora. I tre fuggono attraverso dei tunnel sotterranei, guidati dal fantasma di Edward Philippe Mott, l’uomo che fece costruire la casa nel 1792 e antenato di Dandy Mott (vedi American Horror Story: Freak Show). Vengono però catturati dalla famiglia cannibale dei Polk, che da secoli hanno un patto con la Macellaia per cui la aiutano ad allontanare gli invasori in cambio di essere lasciati in pace. I Polk riportano i Miller dai coloni ma grazie ad Ambrose, che tradisce la madre gettandola fra le fiamme, i Miller e Flora riescono a fuggire con Lee, appena tornata dalla stazione di polizia, e l’incubo finisce.
2016: dopo il successo del documentario il produttore Sidney Aaron James spera di realizzarne un seguito in stile reality show dal titolo “Ritorno a Roanoke: tre giorni all’inferno”, che vede sia i Miller che gli attori che li hanno impersonati in televisione ritornare nella casa di Roanoke nei tre giorni della Luna di Sangue, filmati da telecamere nascoste. Gli attori sono: Audrey Tindall (che nel documentario interpretò Shelby), Rory Monahan (Edward Philippe Mott), Dominic Banks (Matt), Monet Tumusiime (Lee) e Dylan (Ambrose). Sidney spera di alzare gli ascolti del programma sfruttando i drammi personali dei protagonisti, come il recente divorzio dei Miller causato da Dominic, l’alcolismo di Monet, e, primo fra tutti, il presunto assassinio di Mason da parte di Lee. Agnes Mary Winstead, interprete della Macellaia, viene esclusa dal programma per la sua instabilità mentale, ma la donna si intrufola comunque sul set con i suoi vestiti di scena e brandendo una mannaia, convinta di essere davvero Thomasyn. Nonostante gli attori siano scettici nei confronti delle storie raccontate dai Miller, scoprono ben presto che la leggenda di Roanoke è vera: la prima notte Rory è ucciso brutalmente dagli spiriti di Miranda e Bridget e un nuovo incubo ha inizio. Agnes massacra Sidney e la sua troupe, lasciando gli attori soli a loro stessi, per poi aggredire Shelby. Audrey, Lee e Monet fuggono nel bosco per chiedere aiuto ma sono catturate dalla vera famiglia Polk. Shelby scopre che Matt è tornato a Roanoke unicamente per stare con Scáthach e, furiosa, lo uccide: tormentata dal gesto compiuto, si taglia la gola davanti a Dominic, morendo a sua volta. La Luna di Sangue spunta nel cielo e i coloni circondano la casa: Dominic viene ucciso dall’Uomo Maiale, lo spirito di un mostruoso colono con la testa di un suino, così come Agnes viene uccisa dalla vera Macellaia. Nella loro fattoria i Polk mutilano e torturano Lee, che in preda al dolore confessa in un video l’omicidio di Mason. La donna riesce a fuggire con Audrey, e il giorno dopo le due, con Dylan, salvano Monet. Mentre Dylan viene ucciso da uno dei Polk, Lee si smarrisce fra gli alberi e viene trovata dalla vera Scáthach, che prende il controllo della sua anima e la fa diventare la sua nuova Macellaia per una notte. Una Lee posseduta uccide quindi Monet impalandola e ferisce Audrey. Il mattino successivo, finiti i tre giorni, la polizia arriva sul luogo della carneficina e trova una Lee completamente spaesata. Non appena la vede, Audrey tenta di spararle venendo così uccisa sul posto dagli agenti.
2017: i filmati ricavati dalle telecamere e cellulari usati per Ritorno a Roanoke evidenziano gli omicidi di Mason e Monet da parte di Lee, ma grazie ad una difesa eccellente la donna viene assolta dalle accuse, perdendo però la custodia di Flora. La donna diventa una celebrità e viene intervistata da un’altra famosa sopravvissuta americana, la giornalista Lana Winters (vedi American Horror Story: Asylum). Da lei Lee scopre che Flora è scappata dalla casa dei suoi nonni e intuisce che è tornata a Roanoke per stare con Priscilla. Per ricucire il suo rapporto con Flora e salvarla, Lee si sacrifica e si fa uccidere da Priscilla per farle da madre nell’aldilà, mentre Flora da fuoco alla casa di Mott e viene portata via dalla polizia.

### Settima stagione:Cult
L’8 novembre 2016 Donald Trump viene eletto come 46º Presidente degli Stati Uniti d’America, determinando l’inizio di un periodo di conflitto e paura. Nella cittadina di Brookfield Heights, nel Michigan, Ally Mayfair-Richards sente le sue vecchie fobie risvegliarsi, prima fra tutte la coulrofobia (paura dei clown); la donna decide quindi di tornare in cura dal suo terapista Rudy Vincent, mentre insieme a sua moglie Ivy assume una babysitter per loro figlio Oz, la giovane Winter. Contemporaneamente un ragazzo di nome Kai Anderson, fratello di Vincent, si candida come consigliere comunale della cittadina dopo che il precedente in carica, vicino di Ally e Ivy, viene assassinato insieme a sua moglie da un gruppo di spaventosi clown, gli stessi che Ally continua a vedere ovunque in quelle che crede essere solo allucinazioni. Kai porta avanti una politica di propaganda basata sulla paura delle persone come fonte di potere e autorità. Ally e Ivy conoscono presto i loro nuovi vicini, Meadow e Harrison Wilton, mentre Winter, in realtà sorella di Kai e Vincent, comincia a manipolare la mente del piccolo Oz, fanatico dei fumetti ispirati agli omicidi di Twisty il clown (vedi American Horror Story: Freak Show), per renderlo immune alle paure che affliggono sua madre. I clown intanto mietono altre vittime nel quartiere, diffondendo terrore e diffidenza, grazie anche alla politica fortemente razzista di Kai. La situazione raggiunge l’apice quando si introducono nella casa dei Wilton e rapiscono Meadow.
Alcuni flashback svelano che Kai, dopo la morte dei suoi genitori per omicidio-suicidio, entrò in una spirale di follia e venne incoraggiato dalla sua psicologa, Bebe Babbitt, a intraprendere un piano per salire al potere. Kai incominciò dunque a radunare una serie di persone messe all’angolo dalle ingiustizie sociali, come i coniugi Wilton, la reporter Beverly Hope, Winter, il detective Jack Samuels, il cassiere Gary e la stessa Ivy Mayfair-Richards, e a manipolare la loro mente sfruttando il suo grande talento di persuasione. Accanto a lui si andò formando una vera e propria setta, e proprio loro sono i clown che hanno terrorizzato il quartiere: il piano di Anderson era che gli omicidi dei pagliacci gettassero la città in un’atmosfera di angoscia tale che tutti si affidassero a lui. Meadow, innamorata di Kai, venne fatta sparire apposta così che potesse trovare Ally e rivelarle tutto della setta: in questo modo la verità sarà ben nascosta dalle parole di una donna che tutti credono essere folle. Durante un discorso pubblico di Kai inoltre, Meadow, poco prima di uccidersi, gli spara come prestabilito, rendendolo ancora più desiderabile agli occhi del pubblico.
Dopo la vittoria alle elezioni comunali di Kai, una più larga cerchia di fedeli comincia a radunarsi attorno a lui, ma emergono anche le sue tendenze misogine. Bebe, che negli anni 60’ fu amante di Valerie Solanas e membro della sua setta, incoraggia Beverly, Ivy e Winter a ribellarsi a Kai. Le tre uccidono Harrison, e Winter uccide anche Samuels ma poi, poiché troppo affezionata al fratello, torna dalla sua parte e dà la colpa del suo crimine a Beverly. Pur di proteggere Oz, Ally decide di unirsi alla setta guadagnandosi la fiducia di Kai dopo avergli rivelato che Vincent non è dalla sua parte. Kai uccide il fratello e Ally si fa strada nella gerarchia della setta convincendo Kai, che per anni è stato donatore di sperma, di essere il padre biologico di Oz. A questo punto Ally si prende la sua vendetta nei confronti di Ivy, per averla tradita e manipolata per mesi, avvelenandola con dell’arsenico, e di Winter, facendo credere a Kai che stia facendo da talpa per la polizia. Kai, in preda ad allucinazioni psicotiche, strangola sua sorella a morte mentre Ally, la vera talpa da settimane in combutta con l’FBI, fa arrestare tutti i membri della cerchia di Anderson, ad eccezione di Beverly, giudicata innocente poiché mentalmente abusata da Kai.
2018: Ally, risposatasi e diventata un’icona come “la donna che scappò da una setta”, si candida al Senato del Michigan sostenuta da Beverly. A un suo dibattito si presenta però Kai, fuggito dal carcere, che le punta contro una pistola. Ancora una volta però la donna riesce a superarlo in astuzia, avendo prevenuto il suo arrivo, e Beverly spuntando da dietro di loro spara e uccide finalmente Kai. Dopo tale evento, viene svelato che Ally ha formato una sua personale setta composta da donne, ispirata a quella di Valerie Solanas.

### Ottava stagione:Apocalypse
A differenza delle altre stagioni, Apocalypse non presenta una nuova antologia della serie ma un crossover tra due stagioni già esistenti: Murder House e Coven (in aggiunta ai tradizionali collegamenti con altre stagioni che rimangono presenti).
Il giovane Michael Langdon, nipote di Constance Langdon e nato nella Murder House nel 2011, dimostra segni di malvagità sin dalla tenera età commettendo diversi omicidi, tutti poi insabbiati dalla nonna. Dopo aver ucciso la sua tata, Michael manifesta la sua natura demoniaca crescendo di almeno una ventina d’anni nel corso di una notte, assumendo così l’aspetto di un giovane attraente ma rimanendo un bambino dentro. Per non rimanere vittima del nipote Constance si suicida all’interno della Murder House e il ragazzo, rimasto solo, viene trovato da Anton LaVey e dai suoi cardinali; grazie a loro viene riconosciuto dal vero padre, Satana, e raggiunge il pieno controllo dei suoi poteri. Alcuni anni dopo, il suo piano per scatenare l’apocalisse lo porta ad unirsi ad una scuola di stregoni, l’Accademia Hawthorne per Giovani Ragazzi Eccezionali; lì lo stregone al comando Ariel riconosce in lui grandi poteri e pensa che possa essere l’Alpha, lo stregone più potente la cui magia supera persino quella della strega Suprema. Ariel convoca la Suprema Cordelia Goode e le sue consigliere Zoe e Myrtle per avere il permesso di far praticare a Michael le Sette Meraviglie. Dopo un suo inizio rifiuto, Michael impressiona Cordelia riportando in vita le sue ex-studentesse Queenie e Madison (l’una era rimasta da tempo intrappolata all’Hotel Cortez, l’altra era stata assassinata da Kyle Spencer). Cordelia sviene e ha una visione di una futura apocalisse che avvolge il mondo in una nebbia nucleare. Capendo la minaccia rappresentata da Micheal, Cordelia acconsente la richiesta di Ariel per comprendere la portata dei poteri del giovane, ma modifica la prova di Descensum, chiedendo a Michael non solo di scendere all’inferno ma anche di liberare Misty Day, da tempo rimasta bloccata lì. Successivamente Madison e lo stregone Behold Chablis viaggiano fino alla Murder House per investigare sul passato di Micheal e interrogando i fantasmi della casa scoprono della sua natura demoniaca e della sua missione apocalittica.
Intanto Zoe scopre che la nuova Suprema potrebbe essere una giovane e talentuosa studentessa della Robichaux, Mallory, che supera il test delle Sette Meraviglie. Grazie alle prove raccolte dalla strega Bubbles McGee Cordelia può condannare al rogo Ariel e lo stregone Baldwin per alto tradimento, insieme a Miriam Mead, la madre adottiva di Micheal. Quest’ultimo giura vendetta e si ritira a pregare il padre per avere aiuto, venendo però ignorato. Grazie all’aiuto di una fedele satanista Michael ritrova se stesso e viene indirizzato verso un’azienda robotica capeggiata da due scienziati, Jeff Pfister e Mutt Nutter, che costruiscono per lui un androide combattente con le sembianze e le memorie di Miriam. Nonostante ciò Michael è ancora insicuro sul suo compito, perciò Jeff e Mutt lo spingono ad unirsi alla Cooperativa, un gruppo segreto formato da cento leader politici uniti con lo scopo di scagliare diverse bombe nucleari sul globo. Micheal commissiona alla Cooperativa la costruzione di una serie di Avamposti, bunker protetti dalle radiazioni per ospitare pochi designati che si salveranno dagli attacchi nucleari. Grazie all’aiuto della regina del voodoo Dinah Stevens, Michael fa irruzione alla Robichaux insieme a Mead e l’androide stermina tutte le streghe. Le uniche che si salvano sono Cordelia, Myrtle, Madison, Mallory e la giovane studentessa Coco St. Pierre Vanderbilt. A questo punto l’unica speranza per salvare l’umanità sembra essere proprio Mallory, che possiede un potere rarissimo, il tempus infinituum, che le permetterebbe di viaggiare nel tempo per impedire l’ascesa di Micheal. Ma poiché Mallory non è ancora pronta a padroneggiarlo, Cordelia decide di prendere tempo e quindi si assicura che Mallory e Coco abbiano l’accesso a uno degli Avamposti per salvarsi dall’apocalisse. Inoltre, scaglia un incantesimo d’identità che dona dei nuovi ricordi e personalità alle due, così che non ricordino di essere streghe e Micheal non possa trovarle.
Nel 2020 le bombe della Cooperativa vengono scagliate in diversi punti del globo. Mallory e Coco, insieme al parrucchiere vanesio Mr. Gallant e sua nonna Evie si salvano e arrivano all’Avamposto Tre (lo stesso edificio sotterraneo che ospitava la scuola Hawthorne) insieme a due giovani, Timothy ed Emily, selezionati dalla Cooperativa per il loro DNA speciale, e Dinah, che ha pagato il biglietto per sé è per suo figlio. Gli ospiti dell’Avamposto Tre devono sottostare alle rigide regole di Ms. Wilhemina Venable, ex segretaria di Jeff e Mutt, e dell’androide Mead. Venable impone il divieto di avere rapporti sessuali e di lasciare l’Avamposto per non esporre nessuno alle radiazioni lasciate dalla bombe. Gli ospiti, divisi in Viola, cioè l’élite, e Grigi, la servitù, rimangono nell’Avamposto per diciotto lunghi mesi nutrendosi soltanto di piccoli cubetti con sostanze nutritive e stando in solitudine, mentre il mondo intorno diventa sempre più tossico e desolato. Un giorno si presenta all’Avamposto Michael, che interroga tutti i residenti del luogo con lo scopo di portare i meritevoli verso un “Santuario” dove il mondo verrà ripopolato. Con l’arrivo di Langdon i poteri di Mallory si risvegliano, mentre Venable e Mead si ribellano alla Cooperativa e uccidono Viola e Grigi avvelenandoli con delle mele. Venable ordina a Mead di sparare a Michael, ma la connessione che l’androide sente con l’uomo la spinge a uccidere invece la stessa Venable. Nello stesso momento Cordelia, Madison e Myrtle risorgono dal terreno dove si erano sepolte e raggiungono l’Avamposto facendosi strada tra le nebbie radioattive. Cordelia resuscita Coco, Mallory e Dinah e spezza l’incantesimo d’identità. Inoltre la Suprema scende all’inferno e tramite un patto con Papa Legba libera Marie Laveau dalla prigionia, cedendo in cambio l’anima corrotta di Dinah. Cordelia distrugge l’androide Mead e Madison approfitta del momento per stordire temporaneamente Michael, che una volta risvegliatosi uccide lei, Marie e Coco. Mallory viene ferita mortalmente da Brock, un uomo che Coco aveva sposato nelle sue nuove spoglie e che si aggirava nell’Avamposto. Per salvarla Cordelia decide di sacrificarsi e dopo aver affrontato l’Anticristo un’ultima volta si pugnala a morte, facendo fluire la sua energia nel corpo della nuova Suprema, Mallory. Utilizzando il tempus infinituum Mallory torna indietro al giorno del suicidio di Constance e a bordo di un’auto investe senza pietà un giovane Micheal. Con la sua morte si crea una nuova linea temporale in cui l’apocalisse non è mai avvenuta e in cui Cordelia e le altre streghe sono vive, anche se Mallory è l’unica di loro a ricordarsi tutto. Nonostante il successo della sua missione Mallory è consapevole che Satana riproverà a generare un Anticristo. Infatti i giovani Timothy ed Emily si incontrano nuovamente e si innamorano; alcuni anni dopo, sposatisi e avuto un figlio insieme, rincasano solo per trovarsi davanti una scena orribile: il loro piccolo figlio Devan, proprio come fece Michael anni prima, ha ucciso la tata e sorride allegramente. Subito dopo alla loro porta si presentano Anton LaVey e i suoi cardinali.

### Nona stagione:1984
Estate 1948: Al campo estivo Camp Golden Star, sperduto fra i boschi californiani, si verifica una tragedia: il figlio della cuoca del campo, il piccolo Bobby, muore nel lago colpito dall’elica di una barca. La madre Lavinia si vendica del bagnino distratto uccidendolo e poi, ormai accecata dall’odio, massacra l’intero staff. Aggredisce anche il figlio maggiore, Benjamin, a cui dà la colpa della morte di Bobby, ma nella colluttazione che ne deriva sarà Lavinia a morire trafitta dal suo stesso coltello, e il suo sangue bagnando il terreno getta una maledizione sul Camp.
Estate 1970: Camp Golden Star è stato riaperto come Camp Redwood, e un adulto Benjamin ci lavora come inserviente. Una notte mentre tre coordinatori hanno un rapporto sessuale Benjamin, impazzito dopo aver combattuto in Vietnam, uccide brutalmente loro e altri campeggiatori, tagliando un orecchio a ogni vittima per realizzarci una collana. L’unica a sopravvivere è la campeggiatrice Margaret Booth, privata comunque di un orecchio, mentre Benjamin viene internato in un manicomio e soprannominato “Mr. Jingles” per il mazzo di chiavi tintinnanti che portava con sé mentre uccideva.
Estate 1983: La giovane Brooke Thompson si appresta a sposare il suo fidanzato Joey, che però sull’altare stesso la accusa di averlo tradito con il suo testimone Sam. In un raptus di rabbia Joey spara e uccide Sam e il padre di Brooke, per poi rivolgere la pistola a se stesso e suicidarsi.
Estate 1984: Brooke, traumatizzata dagli eventi dell’estate precedente, si trasferisce a Los Angeles e a una lezione di aerobica tenuta dall’aspirante attore Xavier conosce l’esuberante ginnasta Montana, l’ex-atleta olimpionico Chet e il migliore amico di quest’ultimo, Ray. Rincasata, Brooke viene aggredita nel suo appartamento da Richard Ramirez, il killer denominato Night Stalker che sta terrorizzando Los Angeles. Ramirez fugge per l’arrivo della polizia ma giura di ritrovare e uccidere Brooke, che in preda al terrore accetta la richiesta di Xavier di andare a lavorare per l’estate come coordinatrice all’appena riaperto Camp Redwood, gestito adesso da Margaret. Al loro arrivo Brooke, Montana, Chet, Ray e Xavier ricevono un’accoglienza fredda dalla proprietaria e conoscono anche l’infermiera Rita, la cuoca Bertie e il coordinatore Trevor, che si infatua di Montana. Nonostante la premessa di un’estate divertente, Brooke si sente in pericolo: infatti il Night Stalker è appena arrivato a Camp Redwood in cerca di lei. La stessa sera Mr. Jingles riesce a fuggire dal manicomio e raggiunge Camp Redwood per uccidere Margaret. Non appena cala la notte il gruppo si rende conto di essere sotto tiro dei due killer e cerca di fuggire a bordo del caravan di Xavier, fallendo. I due assassini cominciano quindi a inseguirli nel bosco; Rita riesce a rimanere sola con Brooke e la stordisce con un sonnifero, svelando che il suo vero nome è Donna Chambers, una psicologa specializzata nell’analisi della mente dei serial killer, e di essere stata lei ad aiutare Mr. Jingles a fuggire dal manicomio per studiarlo nel suo “habitat naturale”, così da capire cosa porta gli assassini a uccidere: il motivo della sua ricerca è che suo padre stesso era un serial killer. Chet e Ray cadono in una fossa scavata da Donna e piena di picche, di cui una trafigge Chet. Xavier cerca di avvisare Bertie del pericolo ma viene aggredito e chiuso da Benjamin nel forno della mensa: sarà salvato da una Bertie in fin di vita, che uccide per pietà. Ray fugge dalla fossa e abbandona Chet, salendo poi sulla sua moto per scappare dal Camp; un attimo prima di varcare il confine viene però decapitato da Jingles. Montana viene avvicinata da Ramirez e un flashback mostra che i due hanno una relazione e che è stata Montana, sorella di Sam, a metterlo sulle tracce di Brooke poiché la incolpa per la morte del fratello. Jingles e Ramirez si imbattono nel bosco e hanno uno scontro che termina con la vittoria del primo, che impala il Night Stalker su un tronco. Dopodiché Benjamin trova finalmente Margaret, che però fa una rivelazione scioccante: quattordici anni prima fu lei a massacrare i campeggiatori, non lui, volendosi vendicare per il bullismo subito. Diede poi la colpa a Benjamin approfittando della sua brutta reputazione e posizionando la collana fatta di orecchi nella sua camera. Benjamin, per gli abusi mentali e gli elettroshock subiti in manicomio, si convinse poi di essere davvero Mr. Jingles. Margaret riabbraccia la sua vera natura e dopo aver isolato Trevor, Chet e Xavier li uccide. Jingles viene ferito a morte da Margaret ma viene salvato inaspettatamente da Ramirez, tornato in vita poiché ha venduto da tempo la sua anima a Satana, che gli garantisce la resurrezione ogni volta che muore. Brooke scappa dalle trappole di Donna ma viene aggredita da Montana che le svela la sua identità. Sorge il sole e il massacro giunge a una fine, con Brooke che, difendendosi da Montana, la uccide pugnalandola. L’intera scena viene vista dai giovani campeggiatori appena arrivati e così Margaret ne approfitta per dare la colpa dei nuovi omicidi a Brooke.
Ottobre 1989: Margaret è diventata una ricca imprenditrice che trasforma i luoghi più macabri d’America in parchi di intrattenimento, fra cui Briarcliff Manor (vedi American Horror Story: Asylum). Ha sposato Trevor, riuscito a sopravvivere cinque anni prima e che l’ha minacciata di consegnarla alla polizia se non l’avesse incluso nel suo impero. Margaret decide di tornare al Camp per organizzarci un festival rock del macabro, con ospiti illustri come i Kajagoogoo e Billy Idol. Tutte le persone morte nel Camp sono però intrappolate lì come fantasmi, primi fra tutti Montana, Xavier, Ray e Chet, che decidono di approfittare del festival per uccidere Margaret e vendicarsi. Contemporaneamente Brooke è in prigione ed è stata condannata all’iniezione letale; verrà però salvata da Donna, che sta cercando di redimersi per le terribili azioni compiute. Benjamin si trova in Alaska, dove si è sposato e ha avuto un figlio che ha chiamato come il fratello defunto, Bobby. Ramirez, in prigione dopo essere stato tradito e consegnato alla giustizia da Benjamin, fugge con l’aiuto del diavolo e si vendica uccidendo la moglie di Benjamin per poi recarsi al festival di Camp Redwood. Anche Brooke, fuggitiva e dotata di una nuova identità, è diretta là per avere la sua vendetta su Margaret, accompagnata da Donna. Trevor si imbatte nel fantasma di Montana e tradisce Margaret con lei. Benjamin, per vendicare la moglie, torna nei panni di Mr. Jingles e insegue Richard fino al Camp, dove i fantasmi però lo torturano. Benjamin scopre che fra gli spiriti c’è anche sua madre Lavinia, ancora in collera con lui e che lo spinge ad uccidersi: diviene anche lui un fantasma. L’amore per Montana apre gli occhi di Trevor, che annulla il festival sapendo che Margaret medita di uccidere insieme a Ramirez tutti gli ospiti musicali. Margaret lo punisce sparandogli appena fuori dal confine. Brooke, assistita la scena, lo aiuta a raggiungere il Camp così da poter morire lì e trascorrere l’eternità con Montana. Quest’ultima, colpita dal gesto, raduna i fantasmi e attua un piano per uccidere Ramirez e vendicare così tutte le sue vittime: dopo averlo attirato in una stalla i fantasmi lo massacrano, ed essendo ben consapevoli che il diavolo lo resusciterà stabiliscono che per gli anni a seguire faranno a turno per uccidere il Night Stalker ogni volta che si ridesterà dalla morte. Dopodiché arriva il turno di Margaret, che prima di essere fatta a pezzi dai fantasmi riesce apparentemente ad uccidere Brooke sparandole.
2019: il figlio di Benjamin, Bobby Richter, giunge a Camp Redwood, adesso un rudere abbandonato, per avere risposte sulla scomparsa del padre. Dopo aver appreso gli eventi del 1989 da Montana e Trevor, il ragazzo viene indirizzato verso il manicomio locale ora gestito da Donna. Apprendendo che Bobby ha ricevuto soldi per tutta la sua vita da un mittente anonimo, Donna intuisce che Brooke è sopravvissuta: la donna infatti vive oggi in Oregon con un marito e dei figli. Brooke spiega che quella notte del 1989 riuscì a salvarsi in extremis con l’aiuto di Ray, che ha sempre nutrito per lei dei sentimenti, e che non mantenne i contatti con Donna per permettere a entrambe di superare gli orrori vissuti negli anni 80’. Brooke e Donna, entrambe final girls, si stringono la mano. Bobby torna invece al Camp dove il fantasma di Margaret lo aggredisce, ma gli altri, compresi Benjamin e Lavinia, lo proteggono. Bobby ha così l’occasione di salutare la sua famiglia un’ultima volta prima di abbandonare Camp Redwood per sempre.

### Decima stagione:Double Feature
La decima stagione della serie non presenta un solo tema, ma due (un “double feature”) narrati separatamente: i primi sei episodi costituiscono la prima parte, Red Tide, mentre gli ultimi quattro la seconda, Death Valley.
Parte 1: Red Tide
Lo sceneggiatore hollywoodiano Harry Gardner, sua moglie incinta Doris e la loro figlia di 10 anni Alma, si trasferiscono per l’inverno nella cittadina marittima di Provincetown, dove Harry spera di poter risolvere il suo blocco dello scrittore. Nella quotidianità domiciliare anche Doris e Alma coltivano dei talenti, l’una l’arredamento di interni e l’altra il suonare il vìolino. Al loro arrivo i Gardner notano subito l’inquietante atmosfera desertica di Provincetown, interrotta solo dalla comparsa di strane persone mostruose fra le strade, i Pallidi, dalla carnagione bianca, privi di capelli e dotati di denti appuntiti. Dopo l’aggressione da parte di un Pallido Doris vorrebbe lasciare la città ma Harry si fa trattenere dall’incontro con altri due scrittori, Belle Noir e Austin Sommers, che lo prendono sotto la loro ala e gli svelano che devono il loro successo a delle piccole pillole nere, ribattezzate da Austin la “Musa”, capaci di stimolare senza freni il talento degli artisti.  Dopo aver ingerito la pillola Harry ne diventa dipendente e inizia a scrivere ossessivamente, scoprendo però il terribile effetto collaterale che lo rende desideroso di bere sangue. Se la sete di sangue non viene estinta si muore inevitabilmente, ma non prendere più la pillola significherebbe non essere più in grado di attingere normalmente al proprio talento. Belle e Austin danno il benvenuto a Harry nella loro ormai frequente abitudine di nutrirsi dei tossicodipendenti di Provincetown, facendolo anche sottoporre dalla tatuatrice Lark a un intervento dentale che rende i suoi denti appuntiti e adatti a strappare la carne. Una tossicodipendente malata, Karen, avverte Harry di non ingerire la pillola: la donna ha da tempo un accordo con Belle per cui quest’ultima protegge Karen dai Pallidi con la condizione che le siano procurati da lei dei neonati di cui potersi nutrire. Austin svela a Harry che i Pallidi non sono altro che artisti non abbastanza talentosi che hanno preso la pillola subendo una terribile trasformazione e una discesa nella follia dovuta alla consapevolezza della loro mediocrità. Mickey, un prostituto e aspirante sceneggiatore amico di Karen, assume la pillola e contatta la manager di Harry, Ursula, che si presenta a Provincetown. Di nascosto al padre anche Alma prende la pillola e svela la sua personalità ambiziosa e psicotica: pur di diventare la violinista più brava mai esistita, Alma spinge Doris a prendere la pillola, consapevole che non avendo lo stesso talento suo e di Harry si trasformerà in Pallida, per poi uccidere Harry dopo che quest’ultimo cerca di impedirle di assumere altre pillole. Mickey costringe Karen a prendere la pillola contro la sua volontà: per liberare entrambi dal loro fardello Karen lo uccide per poi affogarsi nel mare di Provincetown. Ursula aizza i Pallidi contro Belle e Austin, che vengono dissanguati, e fa un patto con il Chimico, la scienziata che ha creato la Musa, proponendole di costruire un impero basato sulla diffusione della pillola fra i giovani artisti di Hollywood. Alma, ormai libera dagli ordini dei genitori, si trasferisce con loro nella Città degli angeli e porta con se il fratellino appena nato Eli. Mentre le strade di Los Angeles si riempiono di nuovi Pallidi, il Chimico fugge indisturbata con Eli.
Parte 2: Death Valley
Nel 1954 delle creature extraterrestri rapiscono e occupano il corpo della casalinga Maria Wycoff, attraverso cui incontrano il presidente degli Stati Uniti Dwight “Ike” D. Eisenhower. Gli alieni propongono un accordo ad Ike: a loro sarà concesso ogni anno rapire dei cittadini americani e in cambio il governo riceverà delle tecnologie (fra cui un prototipo di telefono cellulare) che permetteranno all’umanità di vivere un rapido sviluppo negli anni successivi. Inizialmente contrario all’accordo, Ike si vede costretto a firmare quando gli alieni occupano il corpo di sua moglie Mamie. Lo scopo degli extraterrestri è, avendo perso il loro pianeta natale, quello di ingravidare gli umani rapiti per creare il perfetto ibrido umano-alieno e di poter sopravvivere sulla Terra. Negli anni successivi Ike vive nel rimorso della decisione presa, mentre Mamie si dimostra quasi entusiasta per l’arrivo degli alieni e inizia anche una relazione con uno di loro, il messaggero Valiant Thor. Ike si accorda con gli alieni anche per la costruzione di una struttura che possa ospitare i loro esperimenti, l’Area 51, nel deserto del Nevada. Attraverso diversi flashback viene svelato come dietro alcuni degli eventi più scandalosi e celebri della storia americana ci fosse in realtà l’intervento degli alieni, fra cui la sparizione di Amelia Earhart, la morte di Marilyn Monroe, l’omicidio di J.F. Kennedy e persino la guerra del Vietnam, protratta a lungo per distrarre la popolazione dai rapimenti alieni. Durante la presidenza di Richard Nixon Valiant Thor calcola che il primo ibrido perfetto nascerà approssimativamente nel 2021, motivo per cui gli esperimenti dovranno andare avanti per molti altri decenni. Dopo aver assistito alla morte di Ike per malattia, Mamie, terrorizzata dall’idea di invecchiare, si fa rendere immortale degli alieni come riconoscimento per il suo aiuto e si trasferisce permanentemente nell’Area 51.
Nel 2021, quattro amici universitari (Kendall, Jamie, Cal e Troy) vanno a campeggiare nel deserto del Nevada, lontano dalla tecnologia. Dopo aver visto un lago prosciugato e una mandria di mucche nettamente tagliate a metà, i quattro fuggono terrorizzati, ma sulla strada sono accecati da una luce bianca e aggrovigliati da dei tentacoli. Il giorno dopo, in preda alla nausea, scoprono di essere tutti incinti, compresi Cal e Troy. Dopo alcuni momenti di panico il gruppo è immediatamente rapito e condotto nell’Area 51, dove da anni tutte le vittime di rapimento vivono e sono costrette a venire ingravidate e a partorire ripetutamente, in attesa della nascita dell’ibrido perfetto. Tra di esse c’è Calico, una simpatica donna che faceva la barista negli anni 70’ e che fu rapita per aver accidentalmente scoperto che lo sbarco sulla Luna fu una finzione. Tutti i parti nell’Area 51 sono supervisionati da Theta, una donna con il volto metà alieno e metà umano. Dopo aver partorito un ibrido imperfetto che di conseguenza viene ucciso davanti ai suoi occhi, Troy, traumatizzato dall’esperienza, fa partorire Cal di nascosto a Theta così che il figlio appena nato non venga ucciso: questo però, appena venuto alla luce, uccide entrambi i ragazzi. Theta realizza che a partorire l’ibrido perfetto sarà Kendall, che dopo la nascita del figlio viene allora decapitata, mentre il resto del suo corpo è trasformato da Theta in una macchina partoriente, così che possa generare altri ibridi senza sforzi. Mamie, che per tutto questo tempo ha vissuto nell’Area 51 ed è diventata amica e confidente di Calico, scopre da Thor che lo scopo degli alieni non era mai stato quello di creare gli ibridi per convivere con gli umani sulla Terra, ma quello di rimpiazzare l’umanità, giudicata impura, sterminandola. Sentendosi una traditrice della propria razza, Mamie chiede aiuto a Calico e cerca di uccidere il figlio di Kendall, ma viene fermata da Theta che proclama la validità della missione della sua specie e uccide la ex-first lady. Calico viene premiata per gli anni di gestazione venendo nominata la “madre” degli ibridi. Calico e Theta assistono dunque alla nascita di un altro ibrido perfetto dal corpo di Kendall, secondo di una serie di molti.

### Undicesima stagione:NYC
New York City, 1981.  Una serie di brutali omicidi ai danni della comunità omosessuale della città, messi in atto grazie all’indifferenza delle forze di polizia locale, mettono in allarme il giornalista Gino Barelli, che lavora presso il New York Native. Gino cerca di convincere il suo compagno, il detective non dichiarato Patrick Read, a fornirgli informazioni dalle scene dei crimini per denunciare la scia di violenza omofoba dilagante, ma Patrick, temendo di perdere il posto di lavoro, non collabora. La situazione prende una svolta quando il giovane Adam Carpenter denuncia la scomparsa del suo coinquilino Sully a Central Park, avvenuta insieme alla comparsa di un uomo muscoloso con indosso una maschera di pelle. Adam scopre che l’appellativo dell’uomo è Big Daddy, e dopo aver chiesto informazioni al giovane fotografo Theo Graves, che lo conosceva, viene a sapere che Big Daddy è apparentemente morto da due anni. La migliore amica di Adam, la giovane dottoressa Hannah Wells, scopre a Fire Island la presenza di un nuovo virus altamente mortale in un branco di cervi, che riportava lo stesso tipo di sintomi riscontrati in molti suoi pazienti omosessuali, fra cui Adam stesso.
Mentre aiuta Adam a trovare Big Daddy, Gino viene rapito e torturato da Mr. Whitley, il colpevole di alcune delle recenti scomparse in città. Whitley, sicario da anni, ha sempre vissuto sulla propria pelle le ipocrisie e i mali presenti all’interno della stessa comunità omosessuale: per questo ha iniziato a uccidere e smembrare diversi giovani, per formare con parti diverse di più cadaveri il corpo mutilato di una “Sentinella” che sia simbolo di “speranza”e denuncia. Dopo aver scoperto che Gino ha servito nell’esercito come lui, Whitley lo libera. Fran, un’attivista lesbica, si mette in contatto con Hannah e condivide con lei le proprie teorie di cospirazione sul nuovo virus, mentre si fa assumere come chiaroveggente in un negozio di tarocchi gestito dalla cantante Kathy Pizazz. Theo, innamoratosi di Adam, lascia il suo compagno Sam, violento e perverso collezionista di arte erotica, per mettersi con lui. Gino, traumatizzato dalle torture di Whitley, si mette sulle sue tracce con l’aiuto di Patrick, mentre il killer rapisce altri malcapitati giovani per assemblare la sua Sentinella. Nel frattempo Barbara, ex-moglie di Patrick, avvisa Gino di alcune abitudini segrete del detective. Gino scopre così che Patrick non solo è solito tradirlo per sfogare la sua vena sadomasochista, ma anche che due anni prima Patrick conobbe Sam su Fire Island e i due  soffocarono accidentalmente un giovane ragazzo incatenato a una gogna mentre stavano avendo un rapporto a tre. Nonostante le bugie e i segreti, Patrick assicura di amare Gino. La coppia però inizia a constatare sulla propria pelle i sintomi del virus emergente e Gino, facendosi predire il futuro da Kathy, viene avvisato di un terribile destino dell’angelo della morte (da American Horror Story: Asylum).
Hannah, fattasi mettere incinta da Adam, scopre di aver contratto il virus, così come Barbara, che viene soffocata nella sua doccia da Big Daddy, che si manifesta dietro di lei. Grazie a un vecchio collega di Whitley, Henry, Gino e Patrick trovano il covo dell’assassino e Patrick lo uccide. Nonostante questa minaccia sia stata estinta, il vero male deve ancora arrivare. Patrick, Gino, Adam e Theo vanno a trascorrere un weekend di riposo su Fire Island, ma quest’ultimo viene drogato e rapito da Sam. Theo, in fin di vita per la polmonite contratta a causa del virus, muore, seguito da Sam e Hannah, unendosi al “branco di cervi” dell’isola (simbolo dei giovani omosessuali morti per la malattia). Ascoltando alcune registrazioni dell’amica defunta, Adam scopre di essere a sua volta malato e che il virus, a trasmissione sessuale, è causa di polmonite e sarcoma di Kaposi. Dopo essersi fatto visitare, Adam inizia a avvertire la comunità scientifica e a sensibilizzare sull’importanza della contraccezione. Nel 1987 un Patrick cieco e debole muore in ospedale fra le braccia di Gino, che per anni riceve le visite di Big Daddy (personificazione allegorica dell’AIDS), fino al 1991, quando soccombe anche lui alla malattia, come innumerevoli altri. Adam, sopravvissuto, partecipa in lacrime al funerale di Gino.

### Dodicesima stagione:Delicate
Europa occidentale, 42 d.C.: una donna, Ivy, si trova a dover partorire da sola due gemelle in un fienile. Quando le tre sono in fin di vita, vengono salvate dall’arrivo di una figura femminile mascherata di nero. Nel corso dei secoli successivi Ivy e le figlie, Adeline e Sonia, rimangono giovani vendendo le loro anime a Satana e nutrendosi di placente, perseguendo una missione comune. Adeline però non condivide gli ideali della madre e abbandona l’Europa e la sua famiglia.
New York, 2013: Adeline si è sposata con l’aspirante gallerista Dexter Harding e ha aperto un suo ristorante in città, in cui si ritira da sola talvolta per pregare la dea Estia, che usa per combattere le magia nera della sua famiglia. Tuttavia Ivy e Sonia la rintracciano, accompagnate dalle altre componenti della loro congrega, e la uccidono dandole fuoco in quello che spacceranno come un incendio accidentale.
Dieci anni dopo, l’attrice newyorkese Anna Victoria Alcott, ora moglie di Dex, si trova a dover gestire una nuova dose di fama dopo l’inaspettato successo del suo ultimo film, The Auteur. Contemporaneamente si prepara a sottoporsi a un nuovo tentativo di fecondazione in vitro per realizzare il suo sogno di essere madre. Dopo l’intervento nell’inquietante clinica del dottor Hill, Anna rimane incinta ma comincia a sperimentare spaventose visioni e strane perdite di cognizioni del tempo. Inoltre, è continuamente perseguitata da una donna, Ms. Preecher, che cerca di avvertirla che suo figlio è in pericolo, e vede apparire ovunque Ivy, che la osserva da lontano. Ad aiutare Anna nel suo percorso di gravidanza e nella sua carriera c’è la sua migliore amica e pubblicitaria, la ricca Siobhan Corbyn, che si mette all’opera per far sì che Anna venga candidata al premio Oscar per il suo ruolo in The Auteur. Dopo che un misterioso stalker si introduce nel loro appartamento, Dex decide di allontanare Anna dalla città per trasferirsi in una casa negli Hamptons di proprietà di Talia, migliore amica di Adeline. Anche lì però la gravidanza di Anna è turbata da eventi anormali, come l’apparizione di bambole che la raffigurano, la nascita di insaziabili appetiti e le presenze invadenti di Nicolette, custode della casa di Talia, e di Sonia, divenuta collega di Dex, e che di fronte alle perplessità di Anna sulla sua somiglianza con la defunta Adeline finge di non conoscerla. Successivamente Anna scopre che Dex e Cora, assistente del dottor Hill, sono stati amanti e che proprio Cora era il suo stalker, che le lasciava diversi messaggi per cercare di salvarla dalle “donne” che lavorano con il dottore. Anna lascia quindi Dex e si prepara alla cerimonia degli Oscar, in cui è candidata come migliore attrice. Durante la cerimonia Siobhan le chiede un’ultima volta se è disposta a rinunciare a tutto, incluso il suo bambino, per vincere, e non appena Anna risponde affermativamente, riceve il premio, ma comincia ad avere le doglie sul palco. 
Anna viene portata via su un’ambulanza guidata da Ivy, che uccide Dex e appare ad Anna vestita di nero insieme a Sonia, Nicolette e Talia. Le donne la fanno partorire mentre pregano Satana e dopo il parto appare la leader del gruppo: si tratta di Siobhan, che le spiega che da secoli la loro missione è quella di trovare donne ambiziose, sfruttare i loro desideri per manipolare le loro gravidanze e trasformare i loro bambini in esseri demoniaci dotati di grandi talenti, destinati a popolare la Terra in quella che sarà un’utopica società matriarcale. Il neonato partorito da Anna è destinato a essere il prodotto perfetto, essendo in realtà figlio di Siobhan e di Dex, che viene rivelato essere l’unico figlio umano mai dato alla luce dalla stessa Siobhan, che uccide Ivy come punizione per la morte del figlio. Anna deve ora scegliere se rinunciare al bambino e accontentarsi del suo successo, condannandosi a una vita di rimpianto come Ms. Preecher, o tenere il figlio ma unirsi di conseguenza alla missione di Siobhan. In aiuto di Anna appare lo spirito di Adeline, che le insegna la preghiera alla dea Estia, tramite la quale riescono a distruggere Siobhan. Scomparsi sia lei che il suo figlio mostruoso, Anna prende in braccio un bimbo umano, dono di Estia, e il suo Oscar, ultimo lascito della congrega di Siobhan.

## Episodi
| Stagione            | Sottotitolo    | Episodi | Prima TV USA | Prima TV Italia |
| ------------------- | -------------- | ------- | ------------ | --------------- |
| Prima stagione      | Murder House   | 12      | 2011         | 2011-2012       |
| Seconda stagione    | Asylum         | 13      | 2012-2013    | 2013            |
| Terza stagione      | Coven          | 13      | 2013-2014    | 2014            |
| Quarta stagione     | Freak Show     | 13      | 2014-2015    | 2015            |
| Quinta stagione     | Hotel          | 12      | 2015-2016    | 2015-2016       |
| Sesta stagione      | Roanoke        | 10      | 2016         | 2016            |
| Settima stagione    | Cult           | 11      | 2017         | 2017            |
| Ottava stagione     | Apocalypse     | 10      | 2018         | 2018-2019       |
| Nona stagione       | 1984           | 9       | 2019         | 2019-2020       |
| Decima stagione     | Double Feature | 10      | 2021         | 2021            |
| Undicesima stagione | NYC            | 10      | 2022         | 2022-2023       |
| Dodicesima stagione | Delicate       | 9       | 2023-2024    | 2023-2024       |

## Personaggi principali e interpreti

### Prima stagione:Murder House
- Vivien Harmon, interpretata da Connie Britton, doppiata da Claudia Catani.
- Dr. Benjamin "Ben" Harmon, interpretato da Dylan McDermott, doppiato da Massimo Rossi.
- Tate Langdon, interpretato da Evan Peters, doppiato da Davide Perino.
- Violet Harmon, interpretata da Taissa Farmiga, doppiata da Virginia Brunetti.
- Larry Harvey, interpretato da Denis O'Hare, doppiato da Luca Dal Fabbro.
- Constance Langdon, interpretata da Jessica Lange, doppiata da Micaela Esdra.

### Seconda stagione:Asylum
- Dr. Oliver Thredson, interpretato da Zachary Quinto, doppiato da Fabrizio Vidale.
- Mons. Timothy Howard, interpretato da Joseph Fiennes, doppiato da Christian Iansante.
- Lana Winters, interpretata da Sarah Paulson, doppiata da Cristina Boraschi.
- Kit Walker, interpretato da Evan Peters, doppiato da Davide Perino.
- Suor Mary Eunice McKee, interpretata da Lily Rabe, doppiata da Barbara De Bortoli.
- Grace Bertrand, interpretata da Lizzie Brocheré, doppiata da Valentina Mari.
- Dr. Arthur Arden, interpretato da James Cromwell, doppiato da Dario Penne.
- Suor Jude Martin, interpretata da Jessica Lange, doppiata da Micaela Esdra.

### Terza stagione:Coven
- Cordelia Goode, interpretata da Sarah Paulson, doppiata da Cristina Boraschi.
- Zoe Benson, interpretata da Taissa Farmiga, doppiata da Virginia Brunetti.
- Myrtle Snow, interpretata da Frances Conroy, doppiata da Graziella Polesinanti.
- Kyle Spencer, interpretato da Evan Peters, doppiato da Davide Perino.
- Misty Day, interpretata da Lily Rabe, doppiata da Barbara De Bortoli.
- Madison Montgomery, interpretata da Emma Roberts, doppiata da Francesca Manicone.
- Spalding, interpretato da Denis O'Hare, doppiato da Luca Dal Fabbro.
- M.me Delphine LaLaurie, interpretata da Kathy Bates, doppiata da Vittoria Febbi.
- Fiona Goode, interpretata da Jessica Lange, doppiata da Micaela Esdra.

### Quarta stagione:Freak Show
- Elizabeth "Bette" & Dorothy "Dot" Tattler, interpretate da Sarah Paulson, doppiate da Cristina Boraschi.
- Jimmy Darling, interpretato da Evan Peters, doppiato da Davide Perino.
- Dell Toledo, interpretato da Michael Chiklis, doppiato da Stefano Alessandroni.
- Gloria Mott, interpretata da Frances Conroy, doppiata da Graziella Polesinanti.
- Stanley, interpretato da Denis O'Hare, doppiato da Luca Dal Fabbro.
- Maggie Esmeralda, interpretata da Emma Roberts, doppiata da Francesca Manicone.
- Dandy Mott, interpretato da Finn Wittrock, doppiato da Emiliano Coltorti.
- Desirée Dupree, interpretata da Angela Bassett, doppiata da Alessandra Cassioli.
- Ethel Darling, interpretata Kathy Bates, doppiata da Vittoria Febbi.
- Elsa Mars, interpretata da Jessica Lange, doppiata da Micaela Esdra.

### Quinta stagione:Hotel
- Iris, interpretata da Kathy Bates, doppiata da Vittoria Febbi.
- Sally "Hipodermic Sally" McKenna, interpretata da Sarah Paulson, doppiate da Cristina Boraschi.
- Mr James Patrick March, interpretato da Evan Peters, doppiato da Davide Perino.
- Det. John Lowe, interpretato da Wes Bentley, doppiato da Giorgio Borghetti.
- Donovan, interpretato da Matt Bomer, doppiato da Marco Vivio.
- Alex Lowe, interpretata da Chloë Sevigny, doppiata da Sabrina Duranti.
- Liz Taylor, interpretata da Denis O'Hare, doppiata da Luca Dal Fabbro.
- Will Drake, interpretato da Cheyenne Jackson, doppiato da Francesco Bulckaen.
- Ramona Royale, interpretata da Angela Bassett, doppiata da Alessandra Cassioli.
- Elizabeth "La Contessa" Johnson, interpretata da Lady Gaga, doppiata da Chiara Gioncardi.

### Sesta stagione:Roanoke
- Thomasin "La Macellaia" White e Agnes Mary Winstead, interpretate da Kathy Bates, doppiate da Vittoria Febbi.
- Audrey Tindall, interpretata da Sarah Paulson, doppiata da Cristina Boraschi.
- Lee Harris, interpretata da Adina Porter e Angela Bassett, doppiata da Laura Romano.
- Dominic Banks, interpretato da Cuba Gooding Jr., doppiato da Fabio Boccanera.
- Shelby Miller, interpretata da Lily Rabe e Sarah Paulson, doppiata da Barbara De Bortoli.
- Matt Miller, interpretato da André Holland e Cuba Gooding Jr., doppiato da Stefano Alessandroni.
- Elias Cunningham e William van Henderson, interpretati da Denis O'Hare, doppiati da Luca Dal Fabbro.
- Ambrose White e Dylan, interpretati da Wes Bentley, doppiati da Giorgio Borghetti.
- Edward Philipe Mott e Rory Monahan, interpretati da Evan Peters, doppiati da Davide Perino.
- Sidney Aaron James, interpretato da Cheyenne Jackson, doppiato da Francesco Bulckaen.
- Monet Tumusiime, interpretata da Angela Bassett, doppiata da Alessandra Cassioli.

### Settima stagione:Cult
- Ally Mayfair-Richards, interpretate da Sarah Paulson, doppiata da Cristina Boraschi.
- Kai Anderson, interpretato da Evan Peters, doppiato da Davide Perino.
- Rudy Vincent, interpretato da Cheyenne Jackson, doppiato da Francesco Bulckaen.
- Beverly Hope, interpretata da Adina Porter, doppiata da Laura Romano.
- Winter Anderson, interpretata da Billie Lourd, doppiata da Perla Liberatori.
- Ivy Mayfair-Richards, interpretata da Alison Pill, doppiata da Federica De Bortoli.

### Ottava stagione:Apocalypse
- Wilhemina Venable, interpretata da Sarah Paulson, doppiata da Cristina Boraschi.
- Cordelia Goode, interpretata da Sarah Paulson, doppiata da Cristina Boraschi.
- Malcolm Gallant, interpretato da Evan Peters, doppiato da Davide Perino.
- Jeff Pfister, interpretato da Evan Peters, doppiato da Davide Perino.
- Dinah Stevens, interpretata da Adina Porter, doppiata da Laura Romano.
- Mallory, interpretata da Billie Lourd, doppiata da Perla Liberatori.
- Coco St. Pierre Vanderbilt, interpretata da Leslie Grossman, doppiata da Alessandra Korompay.
- Michael Langdon, interpretato da Cody Fern, doppiato da Alessandro Campaiola.
- Madison Montgomery, interpretata da Emma Roberts, doppiata da Francesca Manicone.
- John Henry Moore, interpretato da Cheyenne Jackson, doppiato da Francesco Bulckaen.
- Miriam Mead, interpretata da Kathy Bates, doppiata da Vittoria Febbi.

### Nona stagione:1984
- Brooke Thompson, interpretata da Emma Roberts, doppiata da Francesca Manicone.
- Montana Duke, interpretata da Billie Lourd, doppiata da Perla Liberatori.
- Margaret Booth, interpretata da Leslie Grossman, doppiata da Alessandra Korompay.
- Xavier Plympton, interpretato da Cody Fern, doppiato da Alessandro Campaiola.
- Trevor Kirchner, interpretato da Matthew Morrison, doppiato da Francesco Prando.
- Chet Clancy, interpretato da Gus Kenworthy, doppiato da Nanni Baldini.
- Benjamin Richter / Mr. Jingles, interpretato da John Carroll Lynch, doppiato da Roberto Stocchi.
- Donna Chambers, interpretata da Angelica Ross, doppiata da Guendalina Ward.
- Richard Ramirez, interpretato da Zach Villa, doppiato da Riccardo Scarafoni.

### Decima stagione:Double Feature

#### Parte 1:Red Tide
- Tubercolosi Karen, interpretata da Sarah Paulson, doppiata da Cristina Boraschi.
- Austin Sommers, interpretato da Evan Peters, doppiato da Davide Perino.
- Doris Gardner, interpretata da Lily Rabe, doppiata da Barbara De Bortoli.
- Harry Gardner, interpretato da Finn Wittrock, doppiato da Emiliano Coltorti.
- Sarah Cunningham / Belle Noir, interpretata da Frances Conroy, doppiata da Graziella Polesinanti.
- Leslie Feldman, interpretata da Billie Lourd, doppiata da Perla Liberatori.
- Ursula Caan, interpretata da Leslie Grossman, doppiata da Alessandra Korompay.
- Capo Burleson, interpretata da Adina Porter, doppiata da Laura Romano.
- La Chimica, interpretata da Angelica Ross, doppiata da Guendalina Ward.
- Mickey, interpretato da Macaulay Culkin, doppiato da Simone Crisari.
- Alma Gardner, interpretata da Ryan Kiera Armstrong, doppiata da Cecilia Salustri.

#### Parte 2:Death Valley
- Mamie Eisenhower, interpretata da Sarah Paulson, doppiata da Cristina Boraschi.
- Amelia Earhart, interpretata da Lily Rabe, doppiata da Barbara De Bortoli.
- Calico, interpretata da Leslie Grossman, doppiata da Alessandra Korompay.
- Theta, interpretata da Angelica Ross, doppiata da Guendalina Ward.
- Dwight D. Eisenhower, interpretato da Neal McDonough, doppiato da Francesco Prando.
- Kendall Carr, interpretata da Kaia Gerber, doppiata da Chiara Oliviero.
- Cal Cambon, interpretato da Nico Greetham, doppiato da Emanuele Ruzza.
- Troy Lord, interpretato da Isaac Cole Powell, doppiato da Francesco Ferri.
- Jamie Howard, interpretata da Rachel Hilson, doppiata da Sara Labidi.
- Maria Wycoff, interpretata da Rebecca Dayan, doppiato da Flavia Altomonte.

### Undicesima stagione:NYC
- Patrick Read, interpretato da Russell Tovey, doppiato da Jacopo Venturiero.
- Gino Barelli, interpretato da Joe Mantello doppiato da Riccardo Polizzy Carbonelli.
- Hannah Wells, interpretata da Billie Lourd, doppiata da Perla Liberatori.
- Henry Grant, interpretato da Denis O'Hare, doppiato da Luca Dal Fabbro.
- Adam Carpenter, interpretato da Charlie Carver, doppiato da Davide Albano.
- Barbara Read, interpretata da Leslie Grossman, doppiata da Alessandra Korompay.
- Fran, interpretata da Sandra Bernhard, doppiata da Anna Rita Pasanisi.
- Theo Graves, interpretato da Isaac Cole Powell, doppiato da Federico Talocci.
- Sam, interpretato da Zachary Quinto, doppiato da Fabrizio Vidale.
- Kathy Pizzaz, interpretata da Patti LuPone, doppiata da Renata Biserni.

### Dodicesima stagione:Delicate
- Anna Victoria Alcott, interpretata da Emma Roberts, doppiata da Francesca Manicone.
- Dexter Harding, interpretato da Matt Czuchry, doppiato da Marco Vivio.
- Siobhan Corbyn, interpretata da Kim Kardashian, doppiata da Giuppy Izzo.
- Sonia Shawcross e Adeline Harding, interpretate da Annabelle Dexter-Jones, doppiate da Mariangela Salmi.
- Nicolette, interpretata da MJ Rodriguez, doppiata da Alessia Amendola (episodi 1-5) e da Anna Cugini (episodi 6-9).
- Andrew Hill, interpretato da Denis O'Hare, doppiato da Luca Dal Fabbro.
- Ivy, interpretata da Cara Delevingne, doppiata da Valentina Favazza.
- Mrs. Preecher, interpretata da Julie White, doppiata da Renata Biserni.
- Kamal, interpretato da Maaz Ali, doppiato da Gianluca Izzo.

## Produzione
La serie è ideata da Ryan Murphy e Brad Falchuk. Essi sono anche i produttori di Glee, serie tv musical, e ciò ha portato le sue influenze, in quanto nella seconda e nella quarta stagione vi sono presenti delle canzoni inerenti alla situazione cantate dai protagonisti (The Name Game, Life On Mars? e Heroes, queste ultime due del celebre artista David Bowie e Gods And Monsters di Lana Del Rey, eseguite da Jessica Lange, Come As You Are dei Nirvana da Evan Peters, Criminal di Fiona Apple da Sarah Paulson). I due iniziarono a lavorare alla sceneggiatura già da prima dell'avvio della produzione di Glee, da loro prodotta dal 2009. Il loro progetto ottenne il semaforo verde il 17 febbraio 2011, giorno in cui la rete via cavo FX annunciò di avere ordinato un episodio pilota che sarebbe stato prodotto nella successiva primavera dalla 20th Century Fox Television. Ryan Murphy e Brad Falchuk, il primo anche regista del pilot, figurano anche come produttori esecutivi insieme a Dante Di Loreto.
I dettagli del progetto non vennero rivelati per tutta la fase di produzione. I produttori, infatti, vollero mantenere riserbo sui contenuti in modo da fare crescere l'attesa in vista del debutto della serie, rendendo note nel frattempo solo poche e generiche informazioni. Tra queste, gli autori spiegarono di volere sviluppare una trama diversa tra una stagione e l'altra, con differenti personaggi e interpreti.
La serie non ha al suo interno nessun attore e nessun attrice presente in tutte le stagioni, ma Sarah Paulson, Lily Rabe, Frances Conroy ed Evan Peters sono gli attori che troviamo di più. Tra i volti noti presenti più amati figurano sicuramente Lady Gaga e Adam Levine.
Dopo le riprese dell'episodio pilota il 18 luglio il network confermò la produzione di una prima stagione di tredici episodi. In tale occasione, i dirigenti della 20th Century Fox Television presentarono American Horror Story come un'affascinante e innovativa serie che reinventa il genere horror.
In seguito, Ryan Murphy spiegò di avere voluto fare qualcosa di completamente diverso da quanto fatto precedentemente, che andasse a sfruttare un differente aspetto della sua personalità, amante del genere horror e attratto dalle cose oscure. Murphy la descrisse come un thriller psicosessuale ispirato dal cinema horror degli anni sessanta e settanta, definendola come il suo prodotto televisivo di cui è più orgoglioso. La tonalità oscura e psicosessuale della serie fu invece ispirata dalla soap opera del 1966 Dark Shadows, di cui la nonna di Murphy era molto appassionata, costringendo alla visione anche il nipote. Brad Falchuk, invece, chiarì che American Horror Story ha l'obiettivo, oltre che di spaventare gli spettatori, di raccontare il genere horror da una nuova prospettiva, sfida che definì molto intrigante.
Il 1º agosto 2012, durante la presentazione della seconda stagione, fu annunciato che i nuovi episodi della serie sarebbero stati trasmessi con l'aggiunta del sottotitolo Asylum al titolo principale della serie American Horror Story, mentre alla prima stagione sarebbe poi stato associato quello di Murder House. Asylum fa riferimento al luogo in cui la nuova stagione venne ambientata, inteso sia come istituto psichiatrico che come rifugio per i non amati e indesiderati. In tale occasione, Ryan Murphy affermò che il tema principale della stagione avrebbe riguardato la sanità mentale e il fronteggiare gli orrori della vita reale.
Nel mese di marzo 2013 fu annunciato il sottotitolo della terza stagione: Coven. Avendo protagoniste delle streghe e personaggi realmente esistiti come Marie Laveau, interpretata da Angela Bassett, e Delphine LaLaurie, interpretata da Kethy Bates, la stagione affronta temi quali il legame tra una madre e la propria figlia, il femminismo e l'oppressione delle minoranze. Secondo i produttori, inoltre, la stagione è meno cupa e più divertente rispetto alle precedenti.
Nel mese di marzo del 2014 vennero svelati i primi dettagli sulla quarta stagione, ambientata nella Florida del 1950, la quale è accompagnata dal sottotitolo Freak Show, come venivano chiamati negli Stati Uniti gli spettacoli che esibivano fenomeni da baraccone.
Per la quinta stagione, per la quale gli autori dichiararono di volersi distaccare dallo stile delle precedenti e richiamare il genere di horror della prima stagione, venne scelto il sottotitolo Hotel. Presentando American Horror Story: Hotel, Ryan Murphy spiegò come Murder House fosse più rivolta ai «veri amanti dell'horror», essendo «molto psicologica», definendo la seconda stagione più adatta agli amanti del dramma, la terza ai più giovani, e giudicando la quarta come la più «stravagante»; con la quinta si ritorna invece a cercare un horror più puro, essendo più radicata nelle «genuine paure primordiali».
Nell'ottobre del 2014 Ryan Murphy, in un'intervista a Entertainment Weekly dichiarò che ogni stagione è connessa a un'altra, creando così una mitologia che si espande nel corso della serie: «La cosa interessante del fare uno show come questo è che ogni stagione ha la sua storia, il suo inizio, svolgimento e fine. Ma fin dall'inizio della serie abbiamo in mente l'intreccio delle mitologie. È la parte divertente della serie. Speriamo che alla fine della serie, tra dieci o quindici anni, la gente possa dire "Oh, questo è connesso con x"»; l'intreccio tra le stagioni viene esplicitato a partire da Freak Show, con la comparsa di personaggi delle precedenti stagioni.

### Casting

#### Prima stagione:Murder House
Il casting cominciò nel mese di marzo 2011. Connie Britton, il 17 marzo, fu la prima a essere ingaggiata per il ruolo della protagonista Vivien Harmon. Il 30 marzo si unì al cast anche Denis O'Hare, per il ruolo di Larry Harvey. Nel mese di aprile vennero ingaggiati anche Jessica Lange, per il ruolo della vicina di casa degli Harmon, Constance, e Dylan McDermott, per interpretare Ben Harmon, un terapista sposato con Vivien; mentre a inizio maggio furono ingaggiati gli ultimi due attori del cast principale, Taissa Farmiga, per il ruolo di Violet, figlia degli Harmon, e Evan Peters, per il ruolo di un paziente di Ben, Tate Langdon. Il personaggio di Tate fu presentato da Ryan Murphy come il «vero mostro» della serie. Dylan McDermott spiegò di avere accettato la parte contento di avere trovato un ruolo molto diverso dai personaggi che aveva interpretato in precedenza e che lo facesse ricordare per qualcos'altro oltre che per la partecipazione in The Practice - Professione avvocati. Per Jessica Lange fu il primo ruolo da protagonista in una serie televisiva; l'attrice spiegò che aveva ricevuto altre proposte in passato, ma aveva sempre rifiutato per evitare di prendere impegni di lunga durata.
A fine dello stesso mese furono ingaggiate anche Alexandra Breckenridge e Frances Conroy, entrambe per interpretare lo stesso personaggio, la governante Moira O'Hara, rispettivamente da giovane e anziana. Il 3 giugno venne annunciato anche l'ingresso nel cast di Shelby Young, per il ruolo di Leah, un personaggio ricorrente che si comporta da bulla nei confronti di Violet. Tra gli altri membri ricorrenti del cast figura anche Jamie Brewer, che interpreta la figlia con sindrome di down di Constance.
Dopo le riprese dell'episodio pilota e la conferma della produzione di una prima stagione completa, nel corso del mese di agosto vennero ingaggiati altri interpreti per il ruolo di personaggi ricorrenti. Jamie Harris venne ingaggiato per interpretare il killer sociopatico R. Franklin; Michael Graziadei, per il ruolo del fidanzato di Constance; Eric Close per il personaggio di Hugo Langdon, il marito infedele di Constance; Lily Rabe, per il ruolo dell'originaria proprietaria della casa degli Harmon, Nora. Inoltre, il 26 agosto venne ingaggiato anche Zachary Quinto, per il ruolo dell'ex proprietario della casa degli Harmon, Chad, il cui partner è interpretato da Teddy Sears, ingaggiato una settimana dopo. Il 14 settembre fu ingaggiata anche Sarah Paulson, per il ruolo della sensitiva Billie Dean Howard.

#### Seconda stagione:Asylum
Le prime fasi del casting della seconda stagione si svolsero tra i mesi di gennaio e febbraio 2012. Il 1º marzo 2012 fu annunciato il ritorno di Jessica Lange per interpretare uno dei nuovi personaggi principali; il giorno seguente fu confermata la presenza nel cast della seconda stagione anche di Evan Peters, già protagonista nella prima stagione, Zachary Quinto, Sarah Paulson e Lily Rabe, interpreti di personaggi secondari nella stagione precedente. L'11 aprile 2012 venne ingaggiata l'attrice francese Lizzie Brocheré, per il ruolo della protagonista Grace, il cui carattere fu descritto come simile a quello del personaggio interpretato da Angelina Jolie, Lisa Rowe, nel film Ragazze interrotte. Nel frattempo, tra gli interpreti di personaggi ricorrenti, era stato scritturato anche il cantautore Adam Levine, al suo debutto da attore. Il successivo 26 aprile venne invece svelato l'ingresso nel cast di Chloë Sevigny, per il ruolo della "ninfomane" Shelley, antagonista del nuovo personaggio di Jessica Lange. Il 7 maggio fu ingaggiato James Cromwell, interprete del dottor Arthur Arden; mentre l'11 giugno venne ingaggiato l'ultimo membro del cast principale, Joseph Fiennes, per il ruolo del direttore dell'istituto nel quale è ambientata la stagione. Nei flashback il dott. Arden è impersonato dal figlio di James Cromwell, John Cromwell.
Tra gli altri attori chiamati a interpretare personaggi secondari sono presenti Britne Oldford per il ruolo della moglie di Kit Walker, Alma Walker, Mark Consuelos, Clea DuVall che interpreta Wendy, la compagna della protagonista Lana Winters, Jenna Dewan, per interpretare l'amante del personaggio di Adam Levine, e Franka Potente, per il ruolo di una dei pazienti dell'ospedale psichiatrico in cui è ambientata la stagione. Avrebbe dovuto fare parte del cast ricorrente anche Chris Zylka, tuttavia l'attore venne escluso dal cast dopo essersi rifiutato di radersi i capelli. A riprese già iniziate, inoltre, venne annunciata la presenza nel cast anche di Frances Conroy.

#### Terza stagione:Coven
Il casting della terza stagione iniziò subito dopo la fine della produzione della seconda. Il 31 gennaio 2013 venne confermata la presenza nel cast della nuova stagione di Lily Rabe, mentre nelle settimane precedenti era già stata annunciata la presenza di Jessica Lange, Sarah Paulson e Evan Peters; tutti avevano già preso parte a entrambe le stagioni precedenti. Nel mese di febbraio 2013 si unirono al cast anche Taissa Farmiga, già protagonista nella prima stagione, e Frances Conroy e Kathy Bates, chiamate a interpretare rispettivamente Myrtle Snow e la sanguinaria Madame Lalaurie.
Il 29 aprile 2013 fu ingaggiata Gabourey Sidibe; mentre il 12 maggio venne annunciato l'ingaggio di Angela Bassett, come la strega voodoo Marie Laveau, e Patti LuPone. Il 22 maggio, per il ruolo di Madison, si unì al cast anche Emma Roberts. Tra fine luglio e inizio agosto fu comunicata la presenza nel cast anche di Denis O'Hare e Alexandra Breckenridge; anche loro avevano già partecipato alla prima stagione. Fanno parte del cast ricorrente della stagione anche Leslie Jordan e Danny Huston.

#### Quarta stagione:Freak Show
Nel mese di marzo 2014 venne annunciato che il cast della quarta stagione avrebbe visto il ritorno nel cast di Jessica Lange, Kathy Bates, Sarah Paulson, Evan Peters, Angela Bassett, Emma Roberts, Frances Conroy, Denis O'Hare, Gabourey Sidibe e Jamie Brewer; nello stesso mese fu inoltre ingaggiato Michael Chiklis. In seguito fu confermata la partecipazione di Finn Wittrock, volto nuovo nella serie antologica di American Horror Story, in cui interpreta uno dei protagonisti di questa stagione. Venne scelto anche John Carroll Lynch per interpretare Twisty il clown. Tra gli attori ingaggiati per interpretare ruoli minori figurano anche Neil Patrick Harris, David Burtka, Matt Bomer e Patti LaBelle.
Per la prima volta in American Horror Story, riappaiono due attrici che interpretano lo stesso ruolo in due stagioni diverse: Naomi Grossman, nei panni della microcefala Pepper di Asylum, e Lily Rabe, nei panni della suora Mary Eunice, anch'essa personaggio della seconda stagione.

#### Quinta stagione:Hotel
Il 25 febbraio 2015 per il cast della quinta stagione venne ingaggiata per la prima volta Lady Gaga, mentre durante il mese seguente fu rivelata la presenza di Cheyenne Jackson, di Matt Bomer e Wes Bentley, questi ultimi due apparsi entrambi anche durante la stagione precedente Freak Show, e il ritorno di Chloe Sevigny, che aveva già preso parte alla seconda stagione Asylum. Nei mesi seguenti venne poi annunciato anche il ritorno di Kathy Bates, nel ruolo della direttrice dell'hotel protagonista, Sarah Paulson, Evan Peters, Angela Bassett, Denis O'Hare, Finn Wittrock e Lily Rabe; oltre all'ingaggio di Max Greenfield.
Fu confermato anche il ritorno di John Carroll Lynch, stavolta per interpretare John Wayne Gacy.
Durante l'estate del 2015 fu anche rivelata la presenza nel cast ricorrente di Naomi Campbell, e tra le guest star di Darren Criss, il quale prende parte all'episodio dedicato ad Halloween, Richard T. Jones, Mädchen Amick, Helena Mattsson, Christine Estabrook e Mare Winningham; le ultime due erano apparse anche in stagioni precedenti: mentre la prima reinterpreterà il personaggio apparso nella prima stagione, ovvero l'agente immobiliare Marcy, la seconda interpreterà un ruolo differente: la domestica dell'hotel Cortez.
Oltre all'agente immobiliare, compaiono altri due personaggi già visti: Queenie, interpretata da Gabourey Sidibe, dalla terza stagione Coven, e Billie Dean Howard, interpretata da Sarah Paulson, presente nella prima stagione Murder House.
In Hotel per la prima volta alcuni attori (in particolare due) interpretano due diversi personaggi all'interno della stessa stagione: il primo è Finn Wittrock, che interpreta prima il modello Tristan Duffy, e in seguito dà il volto anche a Rodolfo Valentino; la seconda è Sarah Paulson che, oltre a Sally McKenna, reinterpreta appunto il personaggio della medium Billie Dean Howard, apparso nella prima stagione Murder House.

#### Sesta stagione:Roanoke
Riguardo al cast della sesta stagione, nei mesi precedenti il debutto venne confermato il ritorno dalle precedenti stagioni di Lady Gaga, Cheyenne Jackson, Kathy Bates, Denis O'Hare, Angela Bassett, Sarah Paulson, Wes Bentley, Finn Wittrock, Evan Peters e Leslie Jordan, quest'ultimo apparso nella terza stagione Coven. Jessica Lange aveva invece annunciato che non avrebbe preso più parte alla serie. Tra le new entry figura invece Cuba Gooding Jr., reduce dalla prima stagione di American Crime Story, anch'essa co-prodotta da Ryan Murphy e Brad Falchuk, in cui aveva recitato insieme a Sarah Paulson, e Jacob Artist. Compaiono nel cast principale anche Lily Rabe, il cui ritorno non era stato annunciato, Adina Porter, apparsa nella prima stagione Murder House, e André Holland, nuovo volto della serie. Tra i ritorni di volti noti nella serie non annunciati prima della messa in onda risaltano Frances Conroy e Taissa Farmiga, comparse entrambe in un solo episodio della stagione.
Sarah Paulson, come nella quinta stagione, interpreta due personaggi diversi all'interno della stagione: Audrey Tindall, l'attrice che in My Roanoke Nightmare è Shelby Miller, e reinterpreta il personaggio di Lana Winters, protagonista della seconda stagione Asylum.

#### Settima stagione:Cult
Il 12 gennaio 2017 sono stati confermati i ritorni di Sarah Paulson e Evan Peters, entrambi apparsi in tutte le precedenti stagioni della serie. A fine marzo si è unito al cast ricorrente Billy Eichner, mentre nei mesi seguenti sono stati ingaggiati Billie Lourd, reduce dalle due stagioni di Scream Queens, anch'essa prodotta da Ryan Murphy, e Leslie Grossman. In seguito alla pubblicazione delle prime foto del set, è stato confermato anche il ritorno alla serie di Adina Porter e Cheyenne Jackson. A giugno viene annunciata la notizia dell'ingresso di Colton Haynes e Alison Pill nella stagione, mentre a luglio viene reso noto l'ingresso di Lena Dunham e il ritorno di Frances Conroy e di Mare Winningham. Nello stesso mese Murphy annuncia la comparsa nella stagione di Twisty il Clown, personaggio della quarta stagione Freak Show, confermando anche il ritorno di John Carroll Lynch. Ad agosto si aggiungono al cast della settima stagione anche Emma Roberts, apparsa già nella terza e nella quarta stagione, e Chaz Bono insieme a James Morosini, già comparsi nella sesta stagione Roanoke. Con la messa in onda della serie è stato confermato anche il ritorno di Jamie Brewer, apparsa nella prima, terza e quarta stagione.
Evan Peters interpreta sette personaggi diversi all'interno della stagione: oltre al personaggio principale di Kai Anderson, interpreta anche Andy Warhol, Jim Jones, David Koresh, Marshall Applewhite, Charles Manson e Gesù Cristo. Sarah Paulson, Billy Eichner, Leslie Grossman e Billie Lourd, oltre ai personaggi principali, rispettivamente, di Allyson Mayfair-Richards, Harrison Wilton, Meadow Wilton e Winter Anderson, interpretano anche quattro personaggi della Famiglia Manson: Susan Atkins (Paulson), Tex Waston (Eichner), Patricia Krenwinkel (Grossman) e Linda Kasabian (Lourd).

#### Ottava stagione:Apocalypse
Il 2 ottobre 2017 Sarah Paulson conferma la sua presenza nella stagione, che, oltre a un nuovo personaggio, reinterpreta Cordelia Goode, protagonista della terza stagione, e la medium Billie Dean Howard, personaggio della prima e quinta stagione. A marzo del 2018 il produttore Murphy ha confermato i ritorni di Evan Peters, che, oltre al nuovo personaggio di Mr. Gallant, reinterpreta anche Tate Langdon (uno fra i protagonisti della prima stagione), e di Kathy Bates, non apparsa nella settima stagione. Il mese successivo è stato annunciato l‘ingaggio dell'attrice inglese e Dama Joan Collins, nei panni della nonna del personaggio di Peters; nello stesso periodo sono stati annunciati i ritorni dalla precedente stagione di Adina Porter, Cheyenne Jackson, Leslie Grossman e Billy Eichner. Tra fine maggio e inizio giugno sono stati annunciati i ritorni di Billie Lourd e Emma Roberts e, quest'ultima, reinterpreta il personaggio di Madison Montgomery, personaggio principale della terza stagione. A fine luglio Murphy ha confermato via Twitter la presenza di Cody Fern nella stagione, già fra i protagonisti della seconda stagione di American Crime Story, anch'essa prodotta da Ryan Murphy, nei panni della versione adulta di Michael Langdon, l'Anticristo, figlio di Tate Langdon e Vivien Harmon, apparso da bambino nella prima stagione. Nel mese di agosto è stata annunciata la presenza di Billy Porter nel cast e, in seguito, il ritorno storico di Jessica Lange nei panni di Constance Langdon, personaggio principale della prima stagione. Sempre nello stesso periodo Murphy ha rivelato via Twitter il ritorno di Taissa Farmiga, Lily Rabe, Frances Conroy, Gabourey Sidibe e Stevie Nicks nei panni delle streghe che hanno interpretato nella terza stagione. In seguito, Jeffrey Bowyer-Chapman e Kyle Allen hanno confermato la loro partecipazione alla stagione. Verso la fine di agosto sono stati rivelati i ritorni di Dylan McDermott e Connie Britton, i quali riprenderanno i ruoli dei coniugi Harmon, protagonisti della prima stagione. Poco prima della messa in onda della serie serie è stato annunciato il ritorno alla serie di Erika Ervin, già apparsa nella quarta stagione Freak Show; nello stesso periodo anche l'attrice Ash Santos ha annunciato di fare parte del cast ricorrente della stagione. Con la messa in onda della serie sono stati confermati anche i ritorni di Jamie Brewer e Lance Reddick, nei panni dei personaggi interpretati nella terza stagione, e Naomi Grossman, già apparsa nella seconda e quarta stagione della serie. In seguito, con la messa in onda dell'ultimo episodio, è stato confermato il ritorno di Angela Bassett, che riprende per un episodio il personaggio di Marie Laveau.
In Apocalypse molti attori interpretano più di un ruolo. Evan Peters interpreta quattro personaggi: Mr. Gallant, Jeff Pfister, e riprende i ruoli di James Patrick March e Tate Langdon, personaggi della quinta e prima stagione, rispettivamente; Sarah Paulson interpreta tre personaggi: Wilhemina Venable, e riprende i ruoli di Cordelia Goode e Billie Dean Howard, personaggi della terza e prima stagione, rispettivamente; Kathy Bates, oltre al ruolo principale di Miriam Mead, reinterpreta Delphine LaLaurie, personaggio della terza stagione, nell'episodio finale; Frances Conroy e Taissa Farmiga riprendono i panni di entrambi i ruoli interpretati nella prima e nella terza stagione (Myrtle Snow e Moira O'Hara, Zoe Benson e Violet Harmon).; Joan Collins interpreta due personaggi: Evie Gallant e Bubbles McGee; infine, anche Billy Eichner interpreta due ruoli: Brock e Mutt Nutter.

#### Nona stagione:1984
Il 6 febbraio 2019 Ryan Murphy annuncia sul suo profilo Instagram i primi due membri del cast della stagione, ovvero Emma Roberts e l'atleta Gus Kenworthy, che farà così il suo debutto televisivo. L'11 luglio 2019 viene confermato il ritorno di Billie Lourd e Leslie Grossman, protagoniste dalla settima stagione, Cody Fern, presente dall'ottava e John Carroll Lynch, quest'ultimo apparso nella quarta, quinta e settima stagione; negli stessi giorni sono state confermate le presenze nella stagione di Matthew Morrison, protagonista di Glee, storica serie TV prodotta da Murphy, e Angelica Ross, prima attrice transgender a fare parte del cast principale di American Horror Story e fra le protagoniste della serie TV Pose. Durante la messa in onda del sesto episodio è stato confermato il ritorno di Leslie Jordan, già apparso come personaggio ricorrente nella terza e nella sesta stagione. In seguito sono stati annunciati i ritorni di Dylan McDermott e Lily Rabe, apparsi dal settimo episodio fino all'ultimo, il nono; qualche giorno dopo è stato confermato il ritorno di Finn Wittrock, apparso nella quarta, quinta e sesta stagione, presente nell'episodio finale della stagione. Questa è la prima stagione in cui Sarah Paulson ed Evan Peters non sono presenti. Quest'ultimo ha annunciato di volersi prendere una pausa dalla serie, da lui considerata troppo impegnativa e seria, a tal punto da non permettergli di divertirsi.

#### Decima stagione:Double Feature
A gennaio 2020 è stato confermato il ritorno di Sarah Paulson, non apparsa nella stagione precedente, in un ruolo da protagonista; il 26 febbraio 2020 Murphy annuncia nel suo profilo Instagram il ritorno dalle precedenti stagioni di Evan Peters, Adina Porter, Lily Rabe, Kathy Bates, Finn Wittrock, Billie Lourd, Angelica Ross e Leslie Grossman. Inoltre viene confermata la presenza nella stagione di un nuovo componente del cast, Macaulay Culkin.
A inizio riprese, ovvero tra dicembre 2020 e gennaio 2021, viene confermato che Kathy Bates non prenderà più parte alla stagione, ma verrà sostituita da un’altra veterana della serie, Frances Conroy. Poco dopo è stata confermata anche la presenza nel cast di Denis O'Hare, non apparso nella serie dalla sesta stagione. A giugno 2021 Neal McDonough ha confermato che farà parte del cast principale della stagione. Ad agosto 2021 è stato annunciato il ritorno di Cody Fern, e l’entrata nel cast di Kaia Gerber, Nico Greetham, Rachel Hilson e Rebecca Dayan. Con l’inizio della serie è stato svelato anche il ritorno di Robin Weigert e Dot-Marie Jones.
In Double Feature Sarah Paulson interpreta due personaggi: nella prima parte della stagione Karen, mentre nella seconda parte Mamie Eisenhower; Lily Rabe nella prima parte è Doris Gardner, mentre nella seconda parte l’aviatrice Amelia Earhart; anche Angelica Ross e Leslie Grossman interpretano due personaggi diversi nella prima e poi nella seconda parte della stagione.

### Riferimenti e citazioni
La serie è nota per i suoi riferimenti ad assassini realmente esistiti, interpretati dai protagonisti, come: Marie Laveau, interpretata da Angela Bassett e presente nella terza e nell'ottava stagione; Richard Ramirez, presente nella quinta e nella nona stagione, interpretato rispettivamente da Anthony Ruivivar e Zach Villa (gli attori sono differenti poiché il primo è solo un impersonificatore mentre il secondo è quello "vero"); John Wayne Gacy, interpretato da John Carroll Lynch e presente nella terza stagione; Aileen Wuornos, interpretata da Lily Rabe e presente nella quinta stagione; Jeffrey Dahmer, interpretato da Seth Gabel e presente nella quinta stagione.
Non solo serial killer: sono presenti anche Papa Legba, spirito della cultura vodoo, interpretato da Lance Reddick e presente nella terza e nell'ottava stagione; Elizabeth Short, vittima di un brutale omicidio e presente nella prima e nell'ottava stagione, interpretata da Mena Suvari; Edward Mordake, leggenda metropolitana di un uomo con due facce, ciascuna con una personalità contrastante all'altra, presente nella quarta stagione e interpretato da Wes Bentley. La sesta stagione inoltre si basa sulla leggenda della colonia perduta di Roanoke, leggenda del folklore americano nominata anche nella prima stagione, mischiandone alcuni elementi con altri ideati appositamente per la serie.

### Riprese

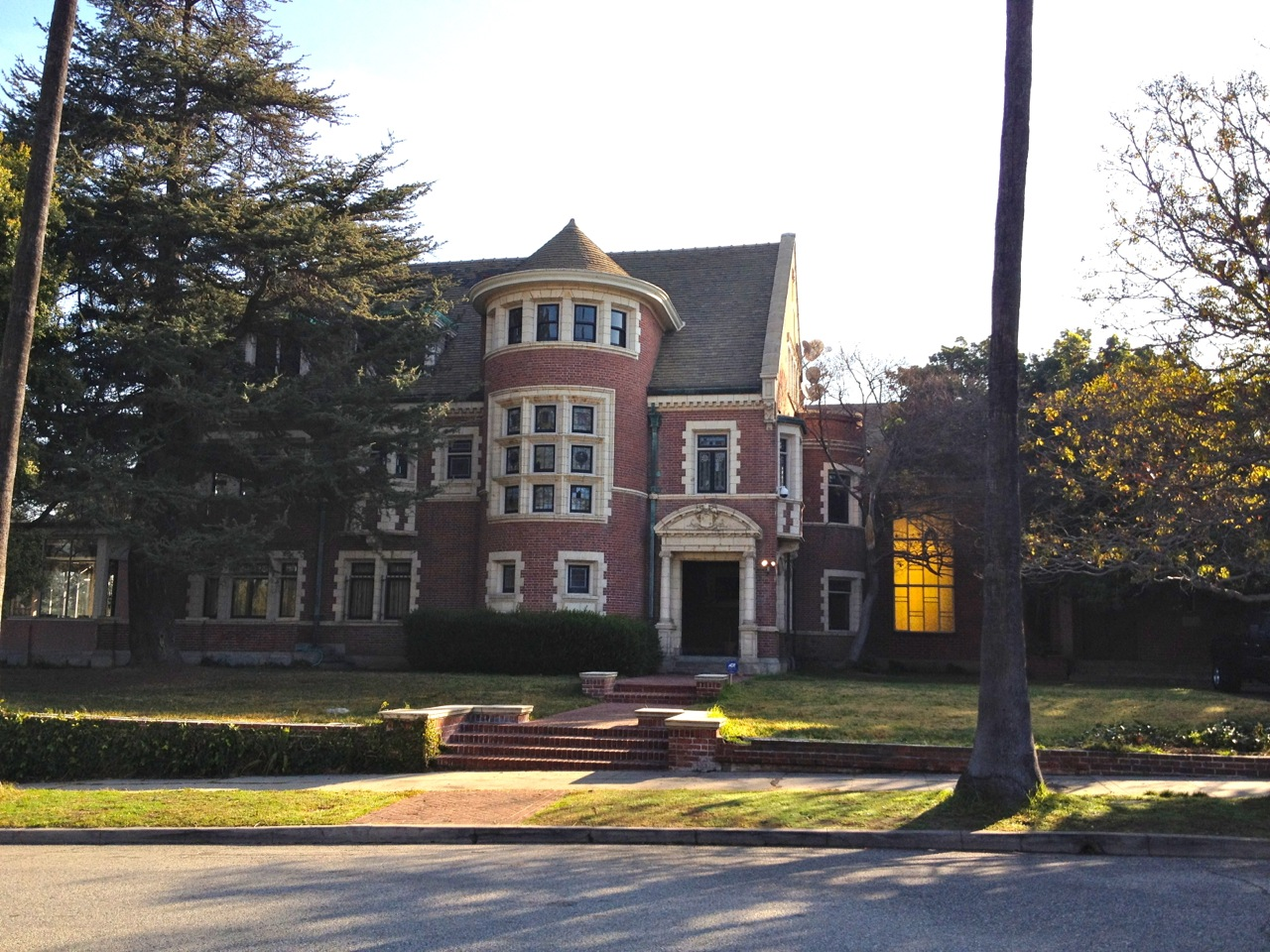
La casa di Los Angeles dove si svolgono le vicende della prima stagione

L'episodio pilota fu girato in una casa di Country Club Park, quartiere di Los Angeles, costruita nel 1908 dall'architetto Alfred Rosenheim, e riutilizzata in un episodio della quinta stagione. Gli episodi successivi della prima stagione furono girati in alcuni set che riproducono fedelmente tale abitazione: anche dettagli come i mosaici di vetro Tiffany e i lampadari in bronzo vennero riprodotti per preservare il reale aspetto della casa. Tale abitazione, in precedenza anche protagonista dell'episodio Il sapore del terrore di Buffy l'ammazzavampiri, sul finire del 2011 fu messa in vendita per circa 4,5 milioni di dollari.
La seconda stagione, anche se ambientata nella costa est degli Stati Uniti, venne girata a Los Angeles. La terza stagione è invece girata in più luoghi, principalmente a New Orleans. Anche la quarta stagione è stata girata nei dintorni della capitale della Louisiana, mentre per la quinta stagione il luogo principale delle riprese ritornò a essere Los Angeles, e venne allestita la hall di un vero e proprio hotel, chiamato Cortez. La sesta stagione è stata girata a Los Angeles e nell'Isola di Roanoke, in Carolina del Nord, dove è stata costruita una vera e propria casa colonica. Le riprese della settima stagione sono iniziate il 24 maggio 2017 a Los Angeles, pur essendo la stagione ambientata nella fittizia cittadina di Brookfield Heights, nel Michigan. Le riprese dell'ottava stagione sono iniziate il 16 giugno 2018 in California. Le riprese della nona sono invece iniziate tra la fine di giugno e l’inizio di luglio 2019 in California, nei pressi di Oakhurst. Le riprese della decima stagione, programmate per iniziare a marzo del 2020, in anticipo rispetto agli anni precedenti, vengono rinviate a data da stabilire a causa della pandemia di COVID-19.

### Sigla
La sigla della prima stagione venne creata da Kyle Cooper, già autore delle sigle della serie televisiva The Walking Dead e del film Se7en. Il tema musicale fu composto dal progettista del suono Cesar Davila-Irizarry e dal musicista Charlie Clouser. La sequenza della prima stagione comprende le immagini di bambini, feti in barattoli, teschi, un abito da battesimo, una divisa da infermiera e una figura in possesso di cesoie insaguinate; tutti elementi che hanno assunto significato con il procedere degli episodi.
La sigle delle stagioni successive mantengono lo stesso tema musicale, con le immagini aggiornate ai temi e alle ambientazioni che caratterizzano i nuovi episodi. Se la prima stagione ha un'apertura inquadrata sulla casa degli omicidi, la seconda l'ha avuta sul manicomio, la terza sull'occulto, la quarta sul circo degli orrori, la quinta sui dieci comandamenti e sui tetri corridoi di un albergo, la settima sulle conseguenze delle elezioni americane del 2016 (si vedono infatti due individui mascherati da Hillary Clinton e Donald Trump) e su una delle paure della protagonista, la coulrofobia (per i pagliacci). L'ottava vede scene riciclate dalla prima e dalla terza stagione, in quanto la stagione è concentrata sui personaggi di entrambe. Per un episodio la serie è anche tornata nell'ambientazione della quinta stagione (ricreata per l'occasione, e non originale). Questa sigla ha come colore principale il rosso e ha al suo interno anche delle immagini nuove, a tema apocalisse. La nona ha un richiamo agli anni '80 e si possono notare: una scena tratta da un filmato di aerobica, che viene poi ricoperta da schizzi di sangue; la Statua della Libertà; la bandiera americana con su scritto "84"; delle dita insanguinate; un bicchiere di vino che cade; un uomo e una donna che ridono su una spiaggia; una persona sui pattini a rotelle; Ronald Reagan, presidente a quel tempo, e cinque ballerini impegnati in una coreografia. La sigla si conclude con una cassetta il cui nastro si slega e lo schermo viene macchiato ancora una volta di sangue. Eccezione è stata la sesta stagione, Roanoke, nella quale non è stata presente la sigla.

## Distribuzione

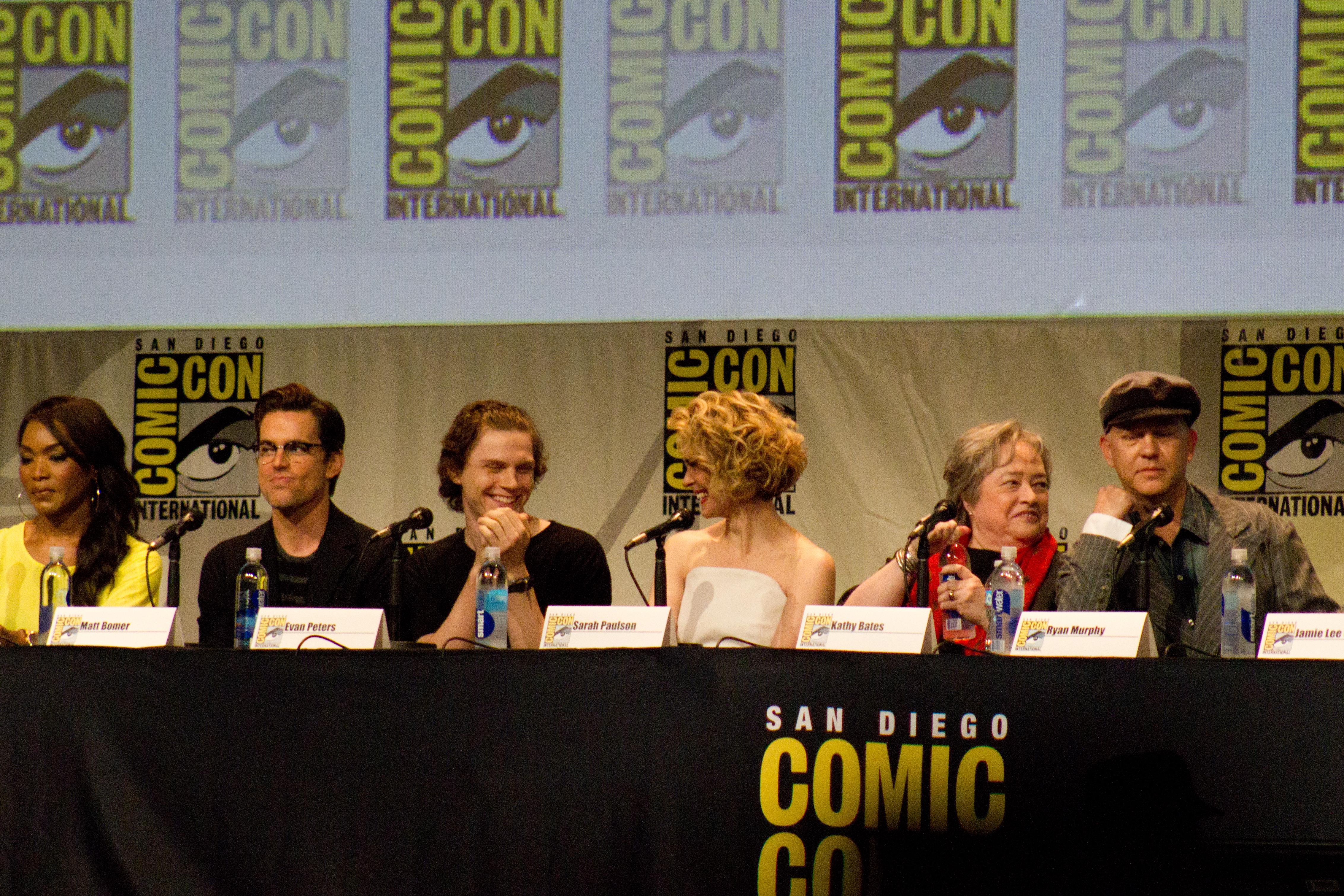
Da destra: Ryan Murphy, Kathy Bates, Sarah Paulson, Evan Peters, Matt Bomer e Angela Bassett al San Diego Comic-Con 2015

I primi teaser trailer e poster promozionali vennero diffusi a partire dal 19 agosto 2011. La serie fece il suo debutto nei palinsesti statunitensi il 5 ottobre 2011, con il visto censura "TV-MA", usato per indicare i programmi televisivi non adatti ai minori di 17 anni. Il 31 ottobre 2011 FX annunciò di avere rinnovato la serie per una seconda stagione di tredici episodi.
Il 27 agosto 2012 vennero diffusi i primi poster promozionali, preceduti da diversi teaser trailer distribuiti nelle settimane precedenti, per la seconda stagione, il cui debutto televisivo venne fissato per il successivo 17 ottobre. Il 15 novembre 2012 venne annunciato il rinnovo per una terza stagione, trasmessa dal 9 ottobre 2013. Il 6 novembre 2013 la serie venne rinnovata per una quarta stagione, in onda dall'8 ottobre 2014.
Il 13 ottobre 2014 è stata rinnovata per una quinta stagione, trasmessa dal 7 ottobre 2015, e il 10 novembre 2015 anche per una sesta stagione, trasmessa dal 14 settembre 2016, in anticipo rispetto al debutto delle precedenti stagioni.
Il 4 ottobre 2016 è stato annunciato il rinnovo per una settima stagione, trasmessa dal 5 settembre 2017, esteso anche a un'ottava e nona stagione nel gennaio 2017. Il 3 agosto 2018 FX annuncia il rinnovo della serie per una decima stagione. L'ottava stagione, Apocalypse, è stata trasmessa dal 12 settembre 2018 e ha visto il ritorno di Jessica Lange.
A gennaio 2020, viene annunciato il rinnovo fino alla tredicesima stagione. Nella primavera 2020 viene ufficializzato uno spin-off della serie intitolato American Horror Stories: una serie di cortometraggi autoconclusivi che andranno a trattare nuove tematiche legate all'occulto e alla dimensione dell'horror e delle leggende metropolitane.

### Trasmissione internazionale
In Italia il primo episodio è stato distribuito il 31 ottobre 2011 sul sito internet di Fox, canale televisivo della piattaforma pay satellitare Sky, che trasmette la serie dall'8 novembre 2011. In chiaro, la serie ha debuttato il 3 febbraio 2013 su Deejay TV.

### Edizioni home video
Sul mercato home video l'edizione originale della prima stagione è distribuita su DVD e Blu-ray Disc dal 25 settembre 2012 negli Stati Uniti e dal 15 ottobre 2012 nel Regno Unito. Oltre agli episodi trasmessi in TV il cofanetto contiene il commento all'episodio pilota di Ryan Murphy, l'introduzione alla "casa degli omicidi" da parte dell'Eternal Darkness Tours of Hollywood e quattro video dedicati al "dietro le quinte": Behind the Fright: The Making of American Horror Story, On the Set of American Horror Story Season One, Overture to Horror: Creating the Title Sequence e Out of the Shadows: Meet the House Ghosts.
L'edizione originale della seconda stagione è invece distribuita dall'8 ottobre 2013 negli Stati Uniti. Oltre agli episodi e le scene eliminate, il cofanetto include le featurette: The Orderly, What is American Horror Story: Asylum?, Welcome to Briarcliff Manor e The Creatures.
Anche le altre stagioni sono uscite in home video.

## Accoglienza

### Ascolti
L'episodio pilota della serie al suo debutto raccolse 3,14 milioni di spettatori, risultando il più visto di sempre sulla rete via cavo FX. Eccellenti furono anche gli ascolti registrati al di fuori degli Stati Uniti, dove la première raccolse 3,2 milioni di spettatori in 59 diversi paesi, 224.000 dei quali in Italia, risultando tra i primi due programmi più visti della serata all'interno delle piattaforme pay TV nelle quali fu trasmessa.
Gli ascolti si mantennero ottimi durante tutta la prima stagione; il finale di stagione raccolse 3,22 milioni di spettatori e un rating dell'1,7% nella fascia di riferimento 18-49 anni.
La première della seconda stagione American Horror Story: Asylum fu seguita con buoni ascolti da 3,85 milioni di spettatori, con un rating del 2,2% nella fascia 18-49 anni.
La première della terza stagione American Horror Story: Coven, il 9 ottobre 2013, fu invece seguita da 5,54 milioni di spettatori, con un rating del 3% nella fascia 18-49 anni. Contando anche le repliche del primo episodio andate in onda durante la stessa serata, il numero di spettatori sale a 7,78 milioni, a quella data tra i migliori risultati di sempre fatti registrare da un programma della rete FX.
Il debutto della quarta stagione American Horror Story: Freak Show, l'8 ottobre 2014, raccolse ascolti ancora più alti, venendo seguito da 6,1 milioni di spettatori, con un rating del 3,1% nella fascia 18-49 anni. L'episodio pilota della quarta stagione di American Horror Story supera quindi il record storico di ascolti della rete FX, ottenuto dal pilot della precedente stagione della stessa serie televisiva, American Horror Story: Coven.
Il primo episodio della quinta stagione American Horror Story: Hotel, andato in onda il 7 ottobre 2015, si è classificato come il secondo più visto dell'intera antologia con 5,81 milioni di spettatori.
Il primo episodio della sesta stagione American Horror Story: Roanoke, trasmesso il 14 settembre 2016, è stato invece seguito da 5,14 milioni di telespettatori, classificandosi come il quarto pilot più visto di sempre.
Più bassi invece sono stati gli ascolti, seppur buoni, dell'episodio pilota della settima stagione American Horror Story: Cult, andato in onda il 5 settembre 2017, con 3,93 milioni di telespettatori.
Gli ascolti della ottava stagione, Apocalypse, sono stati i più bassi di sempre, essendo il primo episodio stato seguito da 3,08 milioni di persone, ma classificandosi comunque come il programma più visto di FX nella sua fascia oraria.

### Critica

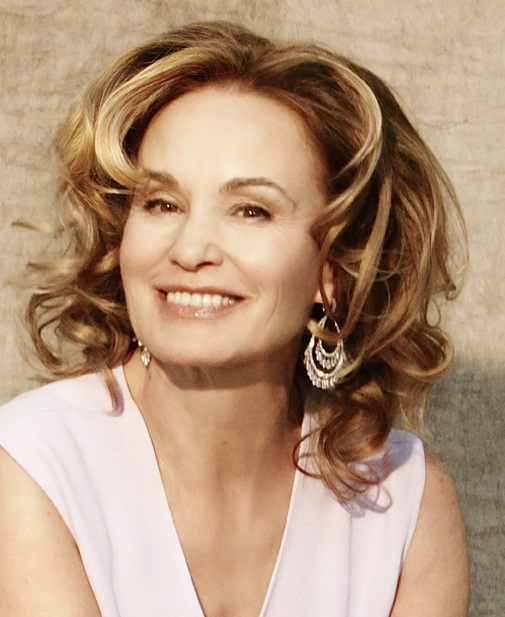
Jessica Lange (stagioni 1-4,8) è tra gli interpreti più apprezzati dalla critica

La prima stagione di American Horror Story ha ricevuto recensioni generalmente positive da parte dalla critica. Il Boston Herald  apprezzò molto l'imprevedibilità della trama, considerata una rarità nella programmazione televisiva. Secondo il Washington Post la serie è paurosa ed è dotata di uno stile accattivante. Per il New York Magazine la serie riesce a stimolare sia gli incubi delle donne che le loro fantasie; e se alcune parti sono ridicole i sentimenti di umiliazione e di panico riescono a essere trasmessi agli spettatori. Per il San Francisco Chronicle, invece, anche se la serie non è la più paurosa della storia, American Horror Story è dotata di ottime interpretazioni, tra cui spiccano quelle di Jessica Lange e Frances Conroy; mentre secondo il TIME si tratta di una serie ricca di idee originali e dotata di un ottimo cast. Il Los Angeles Times la presentò come «uno spettacolo spiacevole, sconcertante, pasticciato, ridicolo, e, occasionalmente, avvincente»; per il quotidiano californiano, inoltre, la serie condivide uno dei problemi di Glee: troppe idee e poca narrazione per svilupparle.
La seconda stagione, invece, ha ricevuto il plauso dalla critica. James Poniewozik sul Time la definì «splendidamente realizzata» e meglio focalizzata rispetto alla prima stagione. Secondo l'Huffington Post, che la giudicò paurosa e avvincente, le sofferenze, le incertezze e il terrore dei protagonisti sono ben trasmessi allo spettatore, mentre per il San Francisco Chronicle si tratta di una serie intenzionalmente divertente per gli appassionati del cinema horror, ricca di riferimenti cinematografici e dotata di ottimi dialoghi.
Il sito Rotten Tomatoes ha assegnato alle varie stagioni sempre un punteggio compreso tra 64% (il più basso, per Hotel) e 87% (il più alto, per 1984), indicando recensioni "generalmente favorevoli".

## Riconoscimenti
Durante le prime sette stagioni, la serie ha ricevuto numerosi riconoscimenti:
- 16 premi e 86 candidature ai Primetime Emmy Award
- 6 premi e 15 candidature ai Dorian Awards
- 4 premi e 18 candidature ai Critics' Choice Television Awards
- 3 premi e 11 candidature ai Satellite Award
- 6 premi e 36 candidature ai Gold Derby Awards
- 35 premi e 96 candidature ai Online Film & Television Association
- 12 premi e 18 candidature ai Make-Up Artists and Hair Stylists Guild Awards
- 2 premi e 9 candidature ai Golden Globe
- 4 premi e 8 candidature ai ADG Awards
- 4 premi e 6 candidature ai Costume Designers Guild Awards
- 1 premio e 6 candidature ai People's Choice Awards
- 1 premio e 3 candidature ai Screen Actors Guild Award
- 1 premio agli American Film Institute Awards
- 25 candidature ai Saturn Awards
- 5 candidature ai NAACP Image Awards
- 4 candidature ai Producers Guild of America Awards
- 3 candidature ai TCA Awards
- 3 candidature ai Young Artist Awards
- 1 candidatura ai Directors Guild of America Award
- 1 candidatura ai American Cinema Editors
- 1 candidatura ai American Society of Cinematographers
- 1 candidatura ai BET Awards
- 3 candidature ai Black Reel Awards
- 1 candidatura ai BloodGuts UK Horror Awards
- 7 premi e 7 candidature ai BMI Film & TV Awards
- 1 premio e 4 candidature ai Bram Stoker Awards
- 1 candidatura ai Critics Choice Award
- 4 candidature ai Casting Society of America
- 4 candidature ai Cinema Audio Society
- 1 premio e 8 candidature ai Fangoria Chainsaw Awards
- 1 premio e 2 candidature ai GLAAD Media Awards
- 2 premi e 3 candidature ai Golden Trailer Awards
- 4 candidature ai Guild of Music Supervisors Awards
- 1 candidatura ai Hollywood Post Alliance
- 1 premio e 4 candidature ai IGN Summer Movie Awards
- 7 candidature ai iHorror Awards
- 5 candidature ai Image Awards
- 1 premio e 1 candidatura ai Jupiter Award
- 1 premio e 1 candidatura ai Key Art Awards
- 1 candidatura ai Location Managers Guild International Awards
- 2 candidature al Monte-Carlo TV Festival
- 1 premio e 6 candidature ai Motion Picture Sound Editors
- 1 candidatura agli MTV Movie + TV Awards
- 1 candidatura ai NewNowNext Awards
- 4 candidature ai PGA Awards
- 1 premio e 1 candidatura ai Prism Awards
- 1 premio e 1 candidatura ai Publicists Guild of America
- 1 candidatura ai Rondo Hatton Classic Horror Awards
- 1 candidatura ai Society of Camera Operators
- 1 candidatura al SXSW Film Festival
- 3 candidature ai Television Critics Association Awards
- 4 candidature ai TV Guide Awards
- 1 premio e 1 candidatura ai Visual Effects Society Awards
- 1 premio e 4 candidature ai Women's Image Network Awards
- 1 candidatura ai World Soundtrack Awards
- 2 candidature ai Writers Guild of America

## Spin-off

### American Crime Story
American Crime Story, annunciata il 7 ottobre 2014, viene presentata come una serie "parente" di American Horror Story, da cui ricalca il titolo, mantenendo parte della struttura e dello stile narrativo, ma discostandosi dal genere fantastico per raccontare storie vere legate a celebri casi di cronaca nera e giudiziaria che hanno avuto un forte impatto mediatico negli Stati Uniti. L’opera è sviluppata da Scott Alexander e Larry Karaszewski e vede tra i produttori esecutivi, insieme a Nina Jacobson, anche Ryan Murphy e Brad Falchuk, già ideatori di American Horror Story.
La prima stagione, intitolata Il caso O.J. Simpson, è incentrata sulla vicenda giudiziaria che ha visto come protagonisti O. J. Simpson e Marcia Clark; la seconda, L’assassinio di Gianni Versace, ricostruisce la vita di Andrew Cunanan e gli eventi che lo hanno portato ad uccidere lo stilista Gianni Versace nel luglio del 1997.
La serie condivide moltissimi attori con American Horror Story: Sarah Paulson, che compare nella prima e nella terza stagione; Cuba Gooding Jr. e Connie Britton, che compaiono nella prima; Finn Wittrock, Cody Fern, Darren Criss e Max Greenfield, che sono presenti nella seconda.

### American Horror Stories
L’11 maggio 2020 Ryan Murphy lascia presagire tramite un post su Instagram la sua volontà di creare uno spin-off della serie intitolato American Horror Stories, formato da episodi auto-conclusivi di un’ora, coinvolgendo anche il cast della serie originale. Poche ore dopo diverse testate giornalistiche rendono ufficiale la notizia. Il 26 maggio la rete FX, stessa emittente di American Horror Story, ordina ufficialmente la produzione della prima stagione della serie che verrà però distribuita sulla piattaforma Hulu a partire dal 15 luglio 2021 con un episodio a settimana A novembre 2020 Murphy annuncia la produzione di 15 episodi, di cui 7 andranno a comporre la prima stagione, e che la serie “scaverà” nei miti e nelle leggende del folclore horror, collegandosi però anche alla serie originale tramite l’apparizione di luoghi e personaggi già comparsi.